# Monte Everest

Everest 3D.

El monte Everest o Éverest es la montaña más alta de la superficie del planeta Tierra, con una altitud de 8848,86 metros (29 032 pies) sobre el nivel del mar. Está localizada en el continente asiático, en la cordillera del Himalaya, concretamente en la subcordillera de Mahalangur Himal; marca la frontera entre China y Nepal, considerada como la frontera más alta del mundo. El macizo incluye los picos vecinos Lhotse, 8516 metros (27 940 pies); Nuptse, 7855 m (25 771 pies) y Changtse, 7580 m (24 869 pies).

## Toponimia

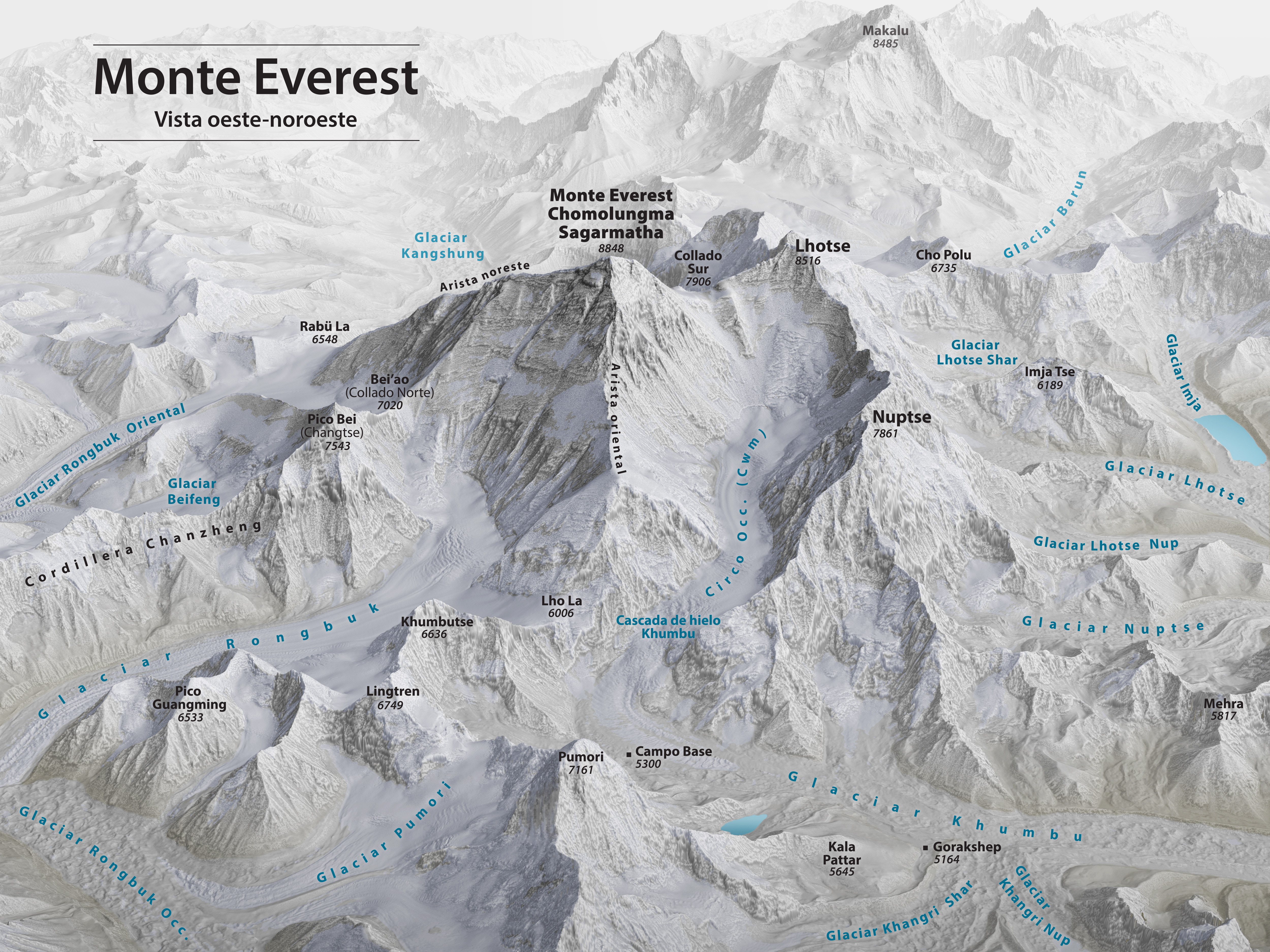
Mapa tridimensional del Monte Everest.

El Everest es conocido con varios nombres:
- ཆོ་མོ་ལུང་མ། (Chomolungma, ‘madre del universo’) en el Tíbet;
- 珠穆朗瑪 (Zhūmùlǎngmǎ) en China;
- Sagarmāthā (‘la frente del cielo’) en Nepal.[6][7]

En un mapa de 1733 sobre Tíbet y Bután elaborado por el geógrafo y cartógrafo francés Jean Baptiste Bourguignon d'Anville se registra el nombre tibetano de la montaña: Tchomour Langmac (una representación fonética aproximada para Chomolungma).
A finales del siglo XIX, muchos cartógrafos europeos creían erróneamente que el nombre nativo de la montaña era Gaurishankar, que es una montaña entre Katmandú y el Everest.
En 1865, la Royal Geographical Society le dio al Everest su nombre occidental oficial por recomendación de sir Andrew Waugh, topógrafo general británico de la India en honor de su antecesor en el cargo, sir George Everest:

Mi respetado jefe y predecesor, el coronel Sir Geo. Everest, me enseñó a asignarle a cada objeto geográfico su verdadera denominación local o nativa. Siempre me he adherido escrupulosamente a esta regla, como he hecho caso a todos los demás principios establecidos por ese eminente profesor. Pero aquí hay una montaña, muy probablemente la más alta del mundo, sin ningún nombre local que podamos descubrir, o cuya denominación nativa, si es que tiene alguna, no será determinada antes de que se nos permita penetrar en Nepal y acercarnos a esta estupenda masa nevada. Mientras tanto, el privilegio, así como el deber, me incumbe asignar a este elevado pináculo de nuestro globo, un nombre por el cual puede ser conocido entre los geógrafos y convertirse en una palabra familiar entre las naciones civilizadas. En virtud de este privilegio, en testimonio de mi afectuoso respeto por un jefe venerado, de conformidad con lo que creo que es el deseo de todos los miembros del departamento científico, sobre el cual tengo el honor de presidir y perpetuar la memoria de ese ilustre maestro de investigación geográfica precisa, he decidido nombrar este noble pico del Himalaya 'Mont Everest'.

Andrew Scott Waugh, 11 de mayo de 1857.
Proceedings of the Royal Geographical Society of London IX: 345-351.

Su mentor George Everest argumentó en 1857 contra de este nombre manifestando que la población local iba a tener problemas pronunciando el nombre propuesto por Waugh. A pesar de sus objeciones, prevaleció el nombre propuesto por Waugh y en 1865 la Royal Geographical Society adoptó oficialmente el nombre de monte Everest para la montaña más alta del mundo. Curiosamente, la pronunciación actual de "Everest" (/ˈɛvᵊrᵻst/) difiere de la pronunciación original del apellido de sir George Everest (/ˈiːvrᵻst/ EEV-rist).
El nombre tibetano para el monte Everest es ཇོ་མོ་གླང་མ (AFI: [t͡ɕʰòmòlɑ́ŋmɑ̀] lit. "Madre del universo") cuya transcripción oficial en tibetano pinyin es Qomolangma. También es popularmente romanizado como Chomolungma y (en wylie) como Jo-mo-glang-ma o Jomo Langma. La transliteración en chino es 珠穆朗玛峰 (t 珠穆朗瑪峰) cuya transcripción en pinyin es Zhūmùlǎngmǎ Fēng ("pico Chomolungma"). Con menor frecuencia, también se traduce al chino simplemente como Shèngmǔ Fēng t 聖母峰 (s 圣母峰 lit. "Pico Santa Madre"). En 2002, el periódico chino Diario del Pueblo publicó un artículo pronunciándose en contra del uso constante del nombre occidental "monte Everest", insistiendo que debería utilizarse su nombre tibetano "monte Qomolangma" basado en la transcripción oficial del nombre local en dicho idioma. El periódico argumentaba que los colonizadores británicos no habían descubierto la montaña "por primera vez", ya que era bien conocida por los tibetanos y se encontraba marcada en mapas chinos desde el año 1719.
A principios de los años 1960, el gobierno de Nepal se dio cuenta de que el monte Everest no tenía nombre nepalí. Ello es así porque la montaña no era conocida ni tenía nombre en Nepal, es decir, en el valle de Katmandú y áreas circundantes, y comenzó a buscarle un nombre. El nombre tibetano (de los sherpas) no era aceptable, ya que iba en contra de la política de nepalización del país, así que se inventó uno nuevo, Sagarmatha (सगरमाथा), creado por Baburam Acharya.

## Altitud
En 1856, el Gran Proyecto de Topografía Trigonométrica estableció la primera altitud publicada del Everest, conocido entonces como pico XV, en 8840 m s. n. m. La altitud oficial actual de 8848 m s. n. m., reconocida por China y Nepal, fue establecida en 1955 por un estudio indio y confirmada en 1975 por un estudio chino. En 2005, China midió nuevamente la altitud de la montaña y obtuvo un resultado de 8844,44 m s. n. m. Así se inició una discusión entre China y Nepal que duró cinco años, de 2005 a 2010. China sostuvo que la medición debía hacerse hasta la altitud de la roca, que es de 8844 m s. n. m., pero Nepal objetó que debía hacerse hasta la altitud de la nieve, que es de 8848 m s. n. m. En 2010, ambas naciones llegaron al acuerdo de que la altitud de la montaña es de 8848 m s. n. m., y Nepal reconoció la afirmación de China de que la altitud hasta la roca del Everest es de 8844 metros (con anterioridad, en mayo de 1999 un equipo estadounidense había medido una altura de 8850 metros mediante tecnología GPS).

## Ascensión
El monte Everest atrae a muchos escaladores, algunos de ellos montañeros altamente experimentados. Existen dos rutas de ascenso principales: una se acerca a la cumbre desde el sureste en Nepal (conocida como la ruta estándar) y la otra por el norte en el Tíbet. Aunque la ruta estándar no plantea retos técnicos considerables en escalada, el Everest presenta peligros tales como el mal de altura, clima y viento; así como riesgos significativos como avalanchas y el cruce por la cascada de hielo de Khumbu. Hasta el 2016, permanecen en la montaña cerca de 200 cadáveres, algunos de los cuales sirven como puntos de referencia.
Los primeros esfuerzos documentados en alcanzar la cima del Everest fueron hechos por montañeros británicos. Con Nepal prohibiendo el acceso a los extranjeros en aquel entonces, los británicos hicieron varios intentos por la ruta de la arista Norte del lado tibetano. La Primera Expedición Británica de Reconocimiento al Everest de 1921 alcanzó apenas los 7000 m s. n. m. por el collado Norte. La expedición de 1922 alcanzó 8320 m s. n. m. por la ruta de la arista Norte, la primera vez que un humano escalaba por encima de los 8000 m s. n. m. Durante el descenso por el collado Norte, la tragedia los golpeó cuando siete porteadores murieron en una avalancha. La Expedición Británica de 1924 resultó ser el mayor misterio del Everest hasta el día de hoy: George Mallory y Andrew Irvine hicieron un ataque final a la cumbre el 8 de junio, pero jamás regresaron, generando un misterio en cuanto a si fueron los primeros en alcanzar la cima. Ese día fueron vistos en lo alto de la montaña, pero desaparecieron entre las nubes y no se les volvió a ver, hasta que el cuerpo de Mallory fue hallado en 1999 a 8155 m s. n. m. en la cara Norte. Durante la Expedición Británica de 1953, Tenzing Norgay y Edmund Hillary lograron el primer ascenso oficial usando la ruta de la arista Sureste. Tenzing había alcanzado 8595 m s. n. m. un año antes, como miembro de la Expedición Suiza de 1952. El equipo de montañeros chinos compuesto por Wang Fuzhou, Gongbu y Qu Yinhua lograron el primer ascenso documentado del pico desde la arista Norte el 25 de mayo de 1960.

## Descubrimiento occidental

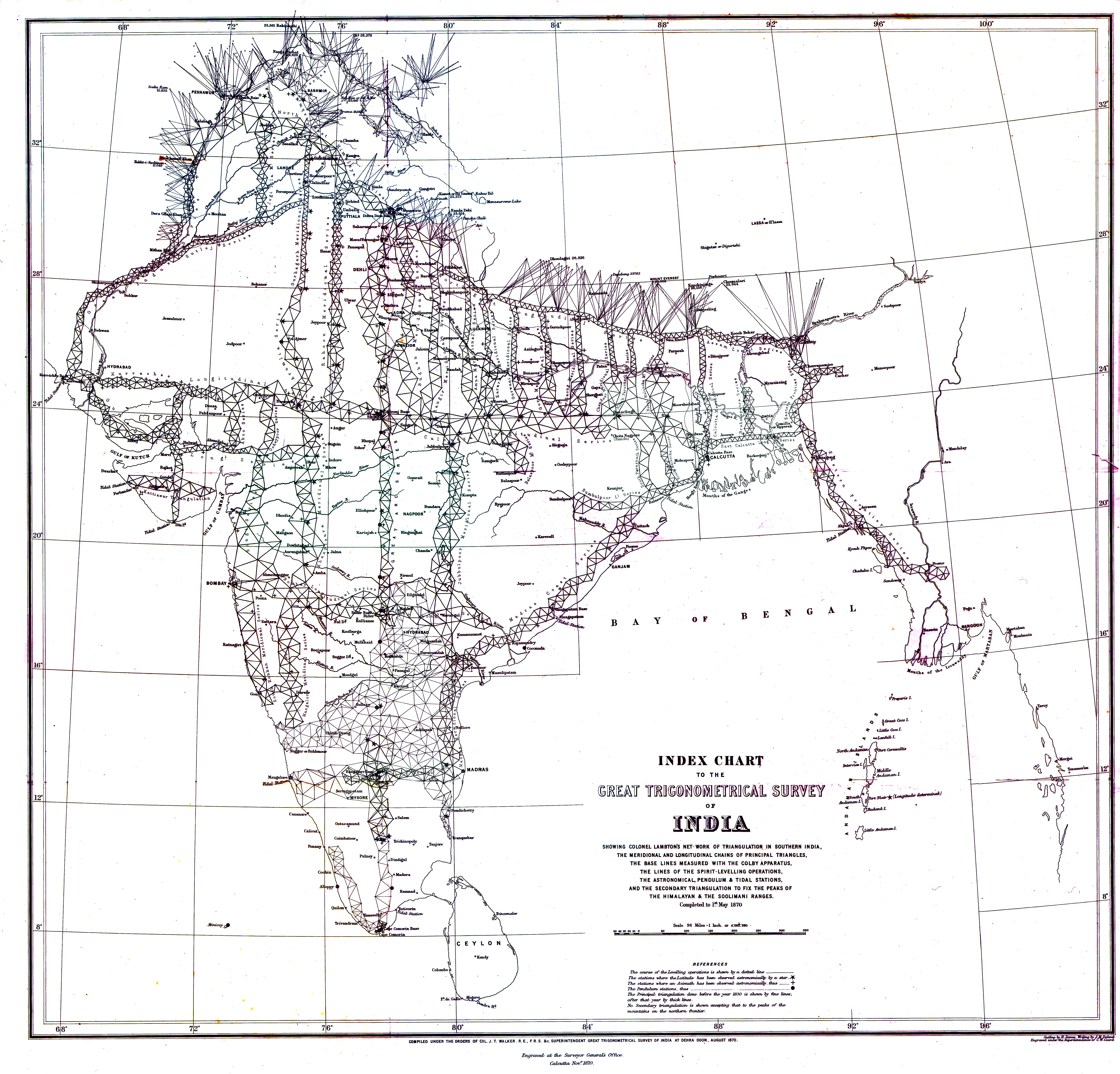
Un mapa de 1870 que muestra los triángulos y líneas de muestra que fueron usados en el Gran Proyecto de Topografía Trigonométrica de la India. El Gran Proyecto de Topografía comenzó en abril de 1802.

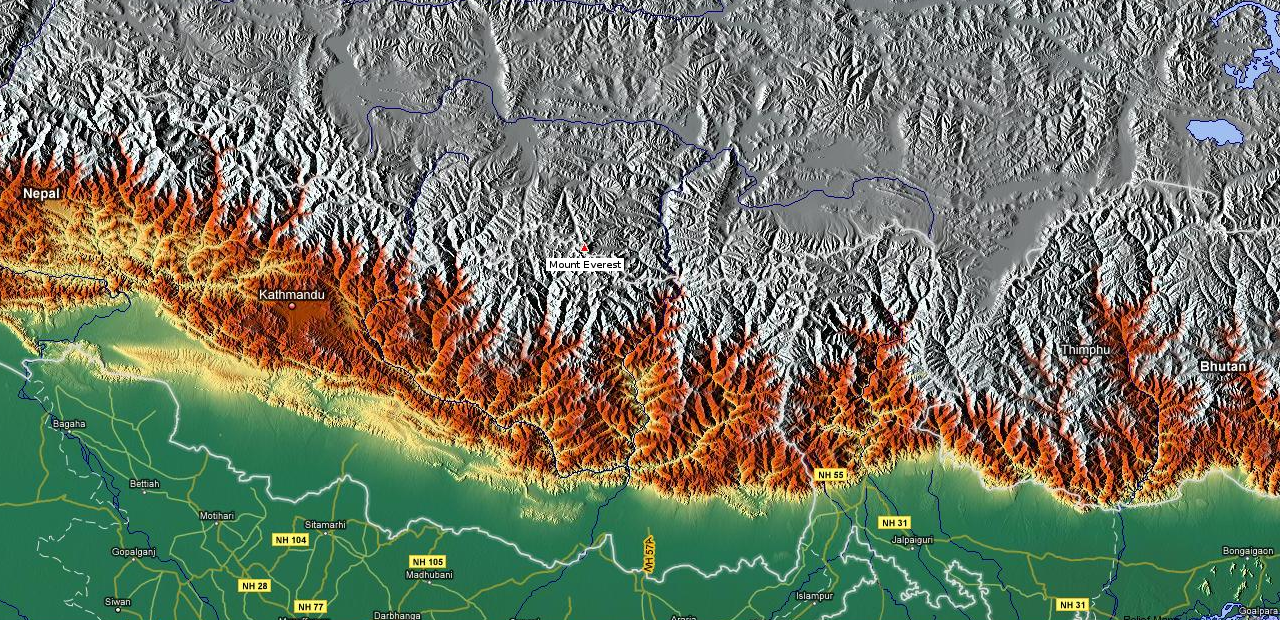
Mapa en relieve del Monte Everest.

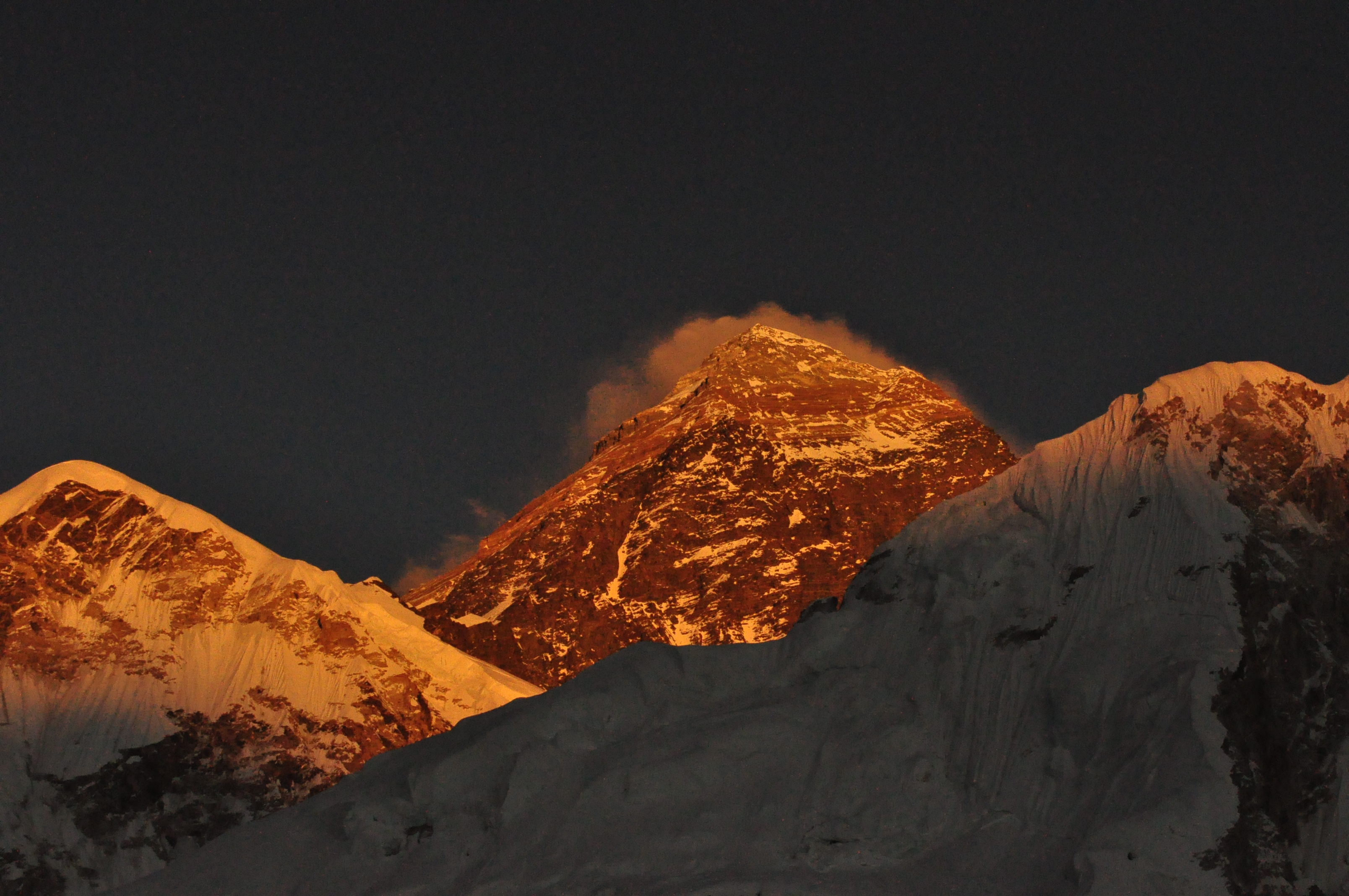
Vista del amanecer en el Everest desde el lado sur.

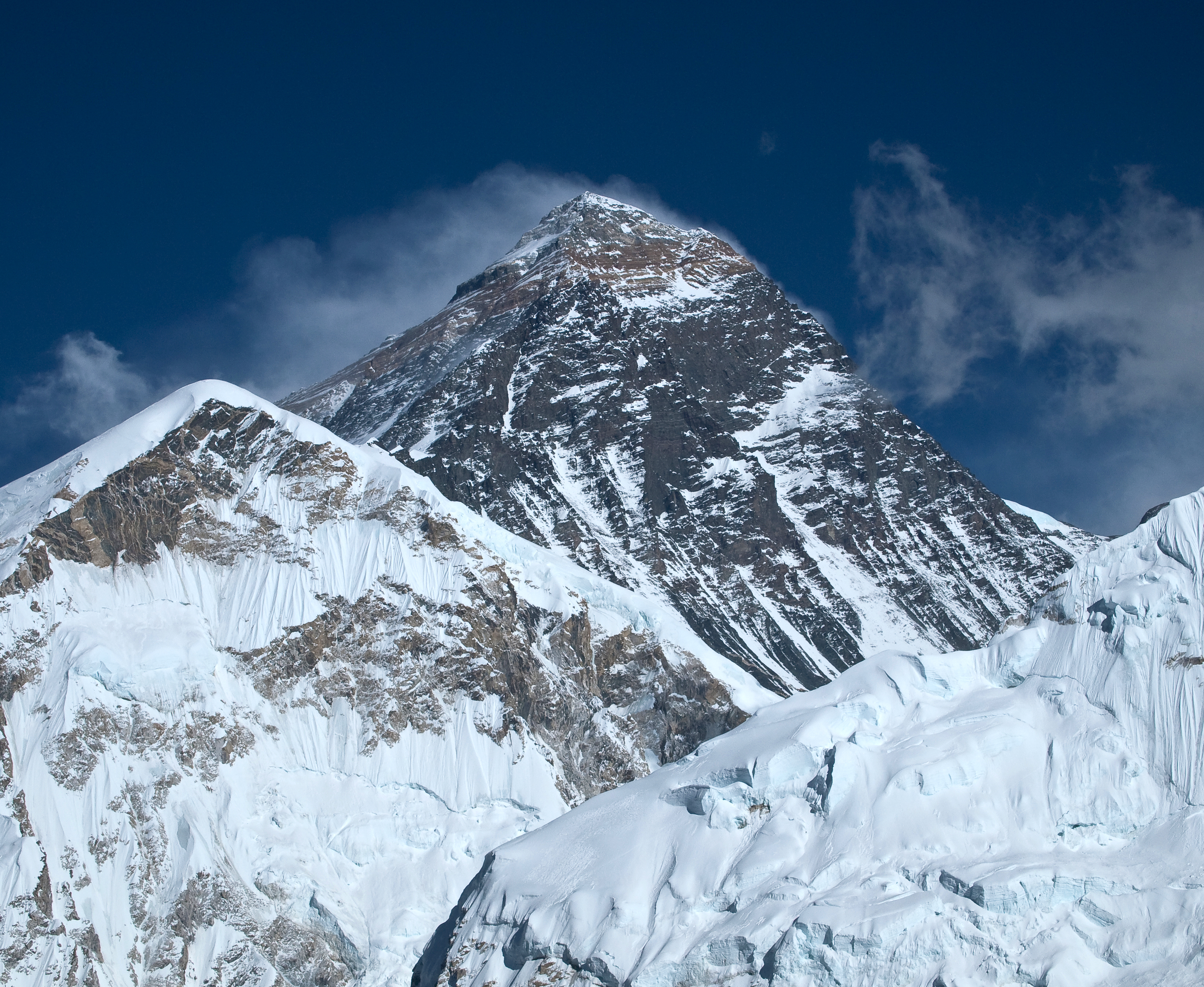
Vista desde el Kala Patthar.

En 1802, el gobierno británico inició el Gran Proyecto de Topografía Trigonométrica de la India para determinar la ubicación, la altitud y los nombres de las montañas más altas del mundo. Empezando en el sur de la India, los equipos de reconocimiento avanzaron hacia el norte utilizando teodolitos gigantes, cada uno con un peso de 500 kg (1100 lb) y que requerían al menos de doce hombres para trasladarlos, para poder medir las altitudes con la mayor precisión posible. Alcanzaron las estribaciones del Himalaya en la década de 1830, pero el gobierno de Nepal no estaba dispuesto a permitir que los británicos entraran en el país debido a la sospecha de agresiones políticas o una posible anexión. Varias solicitudes de los equipos de reconocimiento para acceder a Nepal fueron denegados.
Los equipos británicos se vieron forzados a continuar sus observaciones desde Terai, una región al sur de Nepal que corre en paralelo al Himalaya. Las condiciones en Terai fueron difíciles debido a las lluvias torrenciales y a la malaria. Tres oficiales de la expedición fallecieron a causa de la malaria y otros dos tuvieron que retirarse debido a su salud precaria.
Sin embargo, en 1847, los británicos continuaron con el Gran Proyecto de Topografía e iniciaron observaciones detalladas de los picos del Himalaya desde estaciones de observación a 240 km (150 millas) de distancia. El mal tiempo dificultó el trabajo los últimos tres meses del año. En noviembre, Sir Andrew Waugh, el topógrafo general de la India, realizó varias observaciones desde la estación Sawajpore, ubicada en el extremo este del Himalaya. El Kangchenjunga era considerado en ese entonces como el pico más alto del mundo y, con interés, observó un pico detrás de dicha montaña, a cerca de 230 km (140 millas) de distancia. John Armstrong, uno de los oficiales de Waugh, también observó ese pico desde una ubicación lejana en el oeste y lo nombró pico b. Waugh escribiría después que las observaciones indicaban que el pico b era más alto que el Kangchenjunga, pero debido a la gran distancia de las observaciones, se requerían observaciones más cercanas para verificarlo. El año siguiente, Waugh envió a un oficial de exploración de vuelta a Terai para observar de cerca al pico b, pero la nubosidad frustró cualquier intento.
En 1849, Waugh envió a James Nicolson a la zona, quien realizó dos observaciones desde Jirol, a 190 km (120 millas) de distancia. Nicolson tomó entonces el teodolito más grande y se dirigió al este, obteniendo cerca de 30 observaciones desde cinco ubicaciones distintas, la más cercana a tan solo 174 km (108 millas) del pico.
Nicolson retrocedió a la ciudad de Patna, en el Ganges, para realizar los cálculos necesarios basados en sus observaciones. Sus datos en bruto le dieron una altura media de 9200 m (30 200 pies) al pico b, pero sin considerar la refracción de la luz, que distorsiona las medidas de altitud. Sin embargo, el número indicaba claramente que el pico b era más alto que el Kangchenjunga. Entonces, Nicolson enfermó de malaria y se vio forzado a regresar a casa sin terminar sus cálculos. Michael Hennessy, uno de los asistentes de Waugh, empezó a designar a los picos basándose en la numeración romana, con el Kangchenjunga nombrado pico IX, mientras que el pico b se convirtió en el pico XV.
En 1852, destinado a los cuarteles de exploración en Dehradun, Radhanath Sikdar, matemático indio y explorador de Bengala, fue el primero en identificar al Everest como el pico más alto del mundo usando cálculos trigonométricos basados en las mediciones de Nicolson. El anuncio oficial de que el pico XV era el más alto se retrasó varios años debido a que los cálculos se verificaron repetidamente. Waugh comenzó a trabajar en los datos de Nicolson en 1854, y junto con su equipo pasaron casi dos años trabajando en los cálculos, teniendo que enfrentar problemas como la refracción de la luz, la presión barométrica, y la temperatura sobre las grandes distancias donde se hicieron las observaciones. Finalmente, en marzo de 1856, anunció sus resultados en una carta dirigida a su representante en Calcuta. Se declaró que la altura del Kangchenjunga era de 8582 m (28 156 pies), mientras que al pico XV se le dio la altura de 8840 m (29 002 pies). Waugh concluyó que el pico XV era "muy probablemente el pico más alto del mundo". El pico XV (medido en pies) se calculó exactamente en 29 000 pies (8839,2 m) de altura, pero se anunció de manera pública como de 29 002 pies (8839,8 m), esto a fin de evitar la impresión de que una altura tan exacta como 29 000 pies (8839,2 m) no fuera más que un estimado redondeado. Waugh es, por tanto, ingeniosamente acreditado como "la primera persona en poner dos pies en la cima del Everest".

## Medición de la altitud

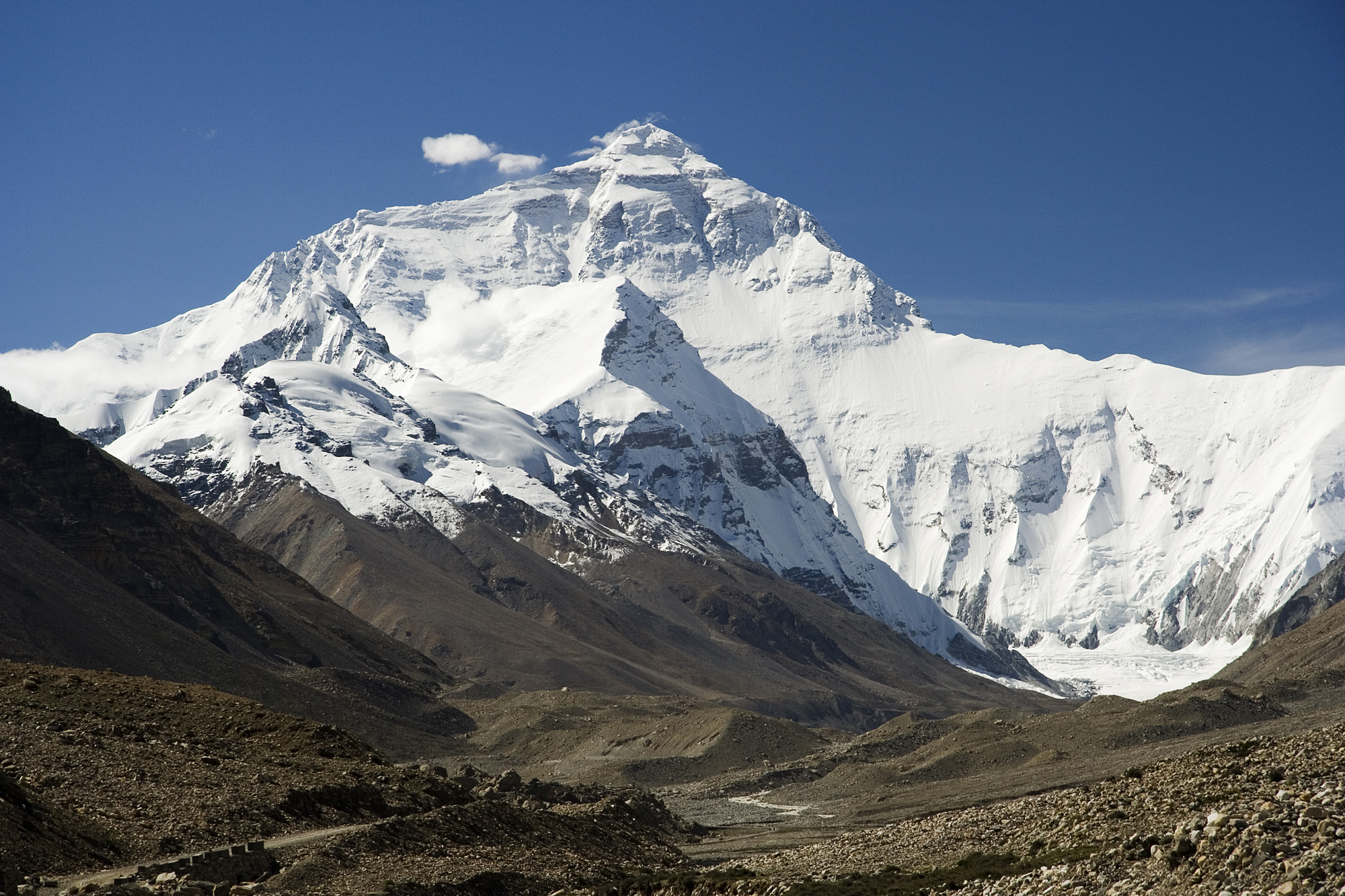
El monte Everest visto desde el Tíbet.

La altitud de 8848 m s. n. m. es reconocida oficialmente por Nepal y China, sin embargo, Nepal planea un nuevo estudio de medición.
En 1856, Andrew Waugh dijo que el Everest (conocido entonces como pico XV) tenía 8840 m s. n. m. de altitud, después de varios años de cálculos basados en observaciones hechas por el Gran Proyecto de Topografía Trigonométrica.
La altitud de 8848 m s. n. m. fue determinada en un estudio indio realizado en 1955, acercándose más a la montaña y utilizando igualmente teodolitos. Dicha altitud fue ratificada en 1975 por una medición china. En ambos casos se midió la cima de nieve y no de roca. En mayo de 1999, una expedición estadounidense, dirigida por Bradford Washburn, colocó un GPS en la roca de la cima. El dispositivo obtuvo una altitud de 8850 m s. n. m. para la roca y 1 m para la capa de nieve y hielo. Aunque Nepal no la ha reconocido oficialmente, esta cifra es ampliamente citada. En cualquier caso, la forma geoidal de la Tierra aporta dudas sobre la precisión mostrada por las medidas de 1999 y de 2005, y sobre la utilidad de determinar la altitud con una precisión tan alta.
Un mapa fotogramétrico detallado (a escala 1:50 000) de la región de Khumbu, incluyendo la parte sur del monte Everest, fue realizado por Erwin Schneider como parte de la expedición internacional al Himalaya realizada en 1955, en la que también se realizó un intento infructuoso de escalar el Lhotse. Un mapa topográfico aún más detallado del área del Everest se realizó a finales de los años 1980, bajo la dirección de Bradford Washburn, utilizando fotografías aéreas.
El 22 de mayo de 2005, el equipo de la Expedición al Everest de la República Popular China ascendió a la cima de la montaña. Después de varios meses de complejas medidas y cálculos, el 9 de octubre de 2005, la Oficina Estatal de Cartografía y Topografía anunció que la altitud del Everest es de 8844,43 ±0,21 m y declararon que es la medición más precisa realizada hasta la fecha. Esta nueva altitud se basa en el punto más alto de la roca de la cima y no en la nieve y el hielo que se encuentra sobre la roca. El equipo chino también midió la profundidad de hielo y nieve, siendo de 3,5 m, lo cual está de acuerdo con la altitud de 8848 m s. n. m. calculada anteriormente.
Más recientemente, se han realizado nuevos cálculos de su altitud que dan como resultado 8848,86 m s. n. m. (29 031  pies y 8+1⁄2 pulgadas). Después del Everest, la montaña más alta es el K2, con 8611 m s. n. m. (28 251 pies).
El monte Everest todavía se está elevando y moviéndose hacia el noreste, motivado por la tectónica de placas de la zona del sur de Asia. Dos fuentes, sugieren que la velocidad de movimiento es de 4 mm al año en elevación y 3-6 mm hacia el noreste. Se ha sugerido incluso una disminución de su altitud.
El punto más bajo del océano es más profundo que la altitud del Everest: el abismo Challenger, que se encuentra en la fosa de las Marianas, es tan profundo que si se situara el Everest en su fondo le faltarían más de 2 km para llegar a la superficie.
La región del monte Everest, y el Himalaya en general, están sufriendo el deshielo y pérdida de nieve posiblemente debido al calentamiento global.

### Comparaciones

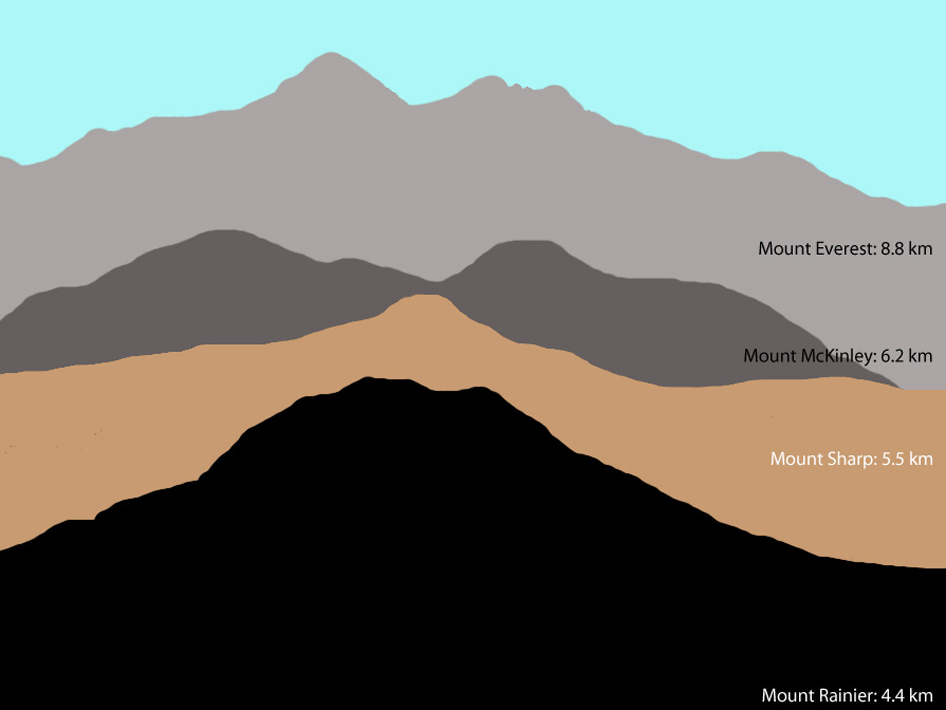

La cima del Everest es el punto en que la superficie de la Tierra alcanza la mayor distancia sobre el nivel del mar. En ocasiones, varias montañas son reclamadas alternativamente como las «montañas más altas de la Tierra». El Mauna Kea en Hawái se eleva a más de 10 200 m cuando se mide desde su base en el suelo centro-oceánico, pero solo alcanza 4205 m sobre el nivel del mar.
En la misma medida de la base a la cima, el Denali, en Alaska, conocido anteriormente como el monte McKinley, es también más alto que el Everest. A pesar de que su altitud sobre el nivel del mar es de apenas 6190 m, el Denali yace encima de una llanura en pendiente con elevaciones de 300 a 900 m, produciendo una altitud encima de la base en un rango de 5300 a 5900 m; una cifra comúnmente citada es de 5600 m. En comparación, las elevaciones para el Everest son de 4200 m en el lado sur a 5200 m en la meseta tibetana, produciendo una altitud sobre la base en el rango de 3650 a 4650 m.
Sin embargo, si la medición se hace desde el centro de la Tierra, el monte Everest tiene 6382,605 km y el volcán Chimborazo, ubicado en la República del Ecuador, tiene 6384,416 km. Por lo que el Chimborazo es 1,8 km más alto que el Everest. Esto es debido a la forma de geoide de la Tierra.

## Geología

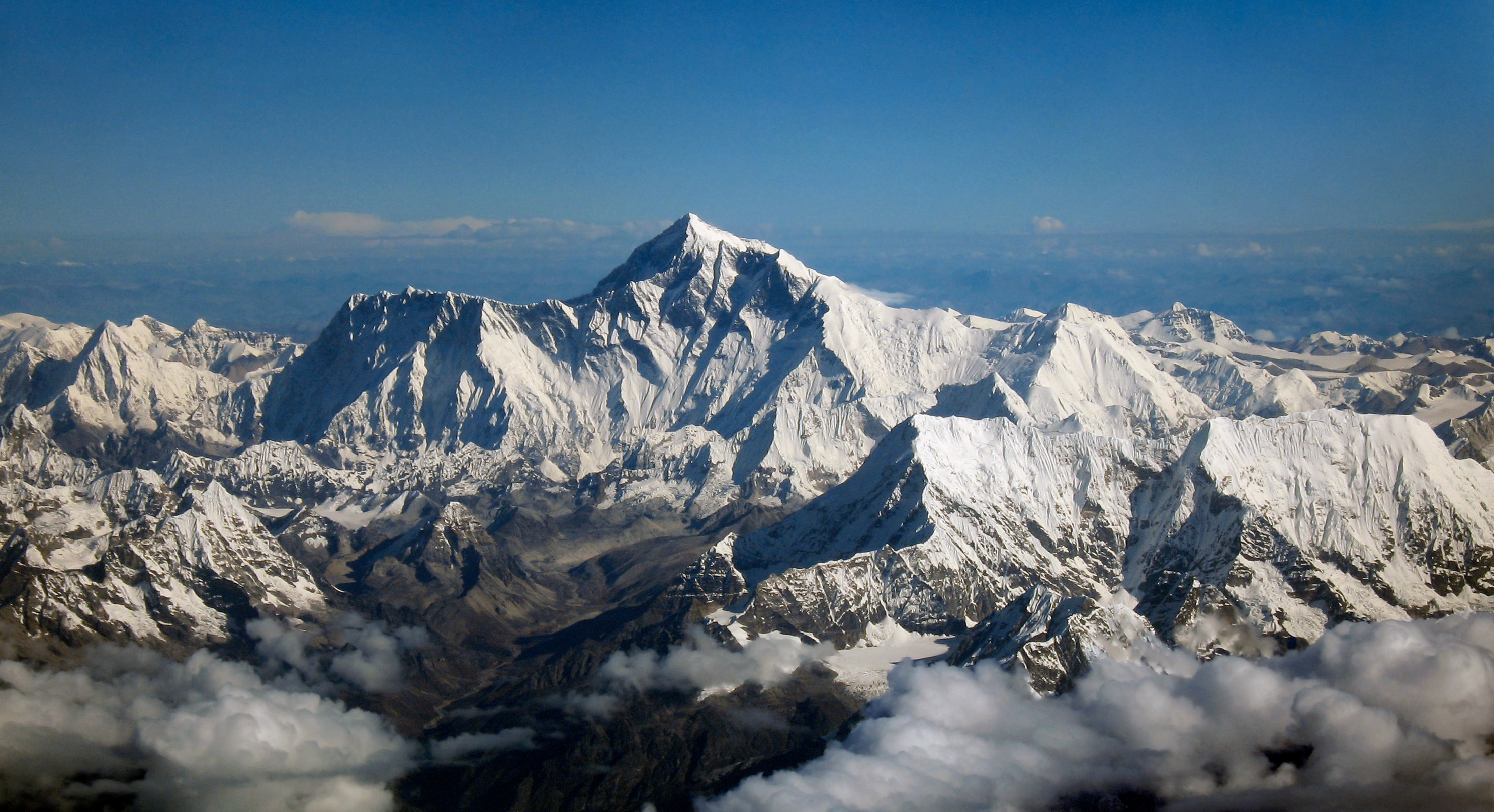
El monte Everest con nieve derretida, mostrando en bandas las capas geológicas altas. La "Banda Amarilla" puede verse extendiéndose por la montaña.

Los geólogos han subdividido las rocas que comprenden al monte Everest en tres unidades denominadas formaciones. Cada formación está separada de otra por fallas de bajo ángulo llamadas desprendimientos, a lo largo de las cuales han sido empujadas una sobre otra hacia el sur. De la cima del monte Everest hasta su base, estas unidades de roca son: la formación del Qomolangma, la formación del collado Norte y la formación Rongbuk.

### Formación del Qomolangma
La formación del Qomolangma, también conocida como la formación Jolmo Lungama o la formación del Everest, discurre desde la cumbre hasta la parte alta de la Banda Amarilla, cerca de los 8600 m sobre el nivel del mar. Se compone de láminas paralelas de color gris a gris oscuro o blancas, de piedra caliza del periodo Ordovícico Inferior intercaladas con camas secundarias de dolomita recristalizada con láminas de arcilla y limolita. El científico suizo Augusto Gansser documentó haber encontrado fragmentos microscópicos de crinoideas en la piedra caliza. Análisis posteriores petrográficos en muestras de roca caliza recogida cerca de la cumbre, revelaron estar compuestos de piedras comprimidas de carbonato y restos finamente fragmentados de trilobitas, crinoideas y ostrácodas, todas ellos organismos marinos. Otras muestras estaban tan mal cortadas y recristalizadas que sus componentes originales no pudieron ser determinados. Una gruesa capa blanquecina y erosionada de trombolitos de 60 m de grosor comprende la base del Tercer Escalón y la base de la cumbre piramidal del Everest. Esta capa, que emerge empezando en los 70 m por debajo de la cumbre del Everest, se compone de sedimentos atrapados, aprisionados y unidos por biopelículas de microorganismos, especialmente cianobacterias, de aguas marinas poco profundas. La formación del Qomolangma está interrumpida por varias fallas de alto ángulo que terminan en la falla normal de bajo ángulo, el desprendimiento de Qomolangma. Este desprendimiento lo separa de la Banda Amarilla subyacente. Los cinco metros más bajos de la formación del Qomolangma que recubren este desprendimiento están altamente deformados.

### Formación del collado Norte
El grueso del monte Everest, entre los 7000 y 8600 m, consiste en la formación del collado Norte, de la cual la Banda Amarilla forma la parte alta entre 8200 a 8600 m. La Banda Amarilla está formada por capas intercaladas de mármol diópsido-epidota del periodo Cámbrico Medio, que le proporciona un color distintivo amarillento marrón, y filita de moscovita-biotita y esquisto. Análisis petrográficos de mármol recogido a 8300 m encontraron que consisten en un 5 por ciento de fragmentos recristalizados de osículos de crinoideas. Los últimos cinco metros más altos de la Banda Amarilla que se encuentran adyacentes al desprendimiento de Qomolangma están altamente deformados. Una brecha de falla de 5-40 cm de grosor la separa de la suprayacente formación del Qomolangma.
El resto de la formación del collado Norte, entre los 7000 y los 8200 m del monte Everest, se compone de capas intercaladas y deformadas de esquisto, filita y mármol menor. Entre los 7600 y 8200 m, la formación del collado Norte se compone principalmente de filita de cuarzo-biotita y filita de clorita-biotita intercalados con menores cantidades de esquisto de biotita-serisita-cuarzo. Entre los 7000 y 7600 m, la parte baja del collado Norte está formada de esquisto de biotita-cuarzo intercalados con esquisto de biotita-calcita-cuarzo y mármol cuarzificado. Estas rocas metamórficas parecen ser el resultado del metamorfismo de rocas sedimentarias del océano profundo del periodo Cámbrico Medio al Cámbrico Temprano, compuesto por capas intercaladas de lutita, shale, arenisca arcillosa, arenisca calcárea, grauvaca y caliza arenosa. La base de la formación del collado Norte es una falla normal de bajo ángulo regional llamada «desprendimiento del Lhotse».

### Formación Rongbuk
Por debajo de los 7000 m, la formación Rongbuk yace por debajo de la formación del collado Norte y forma la base del monte Everest. Está formada por esquistos de grado de sillimanita-K-ortoclasa, y gneis mezcladas con numerosas láminas y diques de leucogranito que varían de grosor de 1 cm a 1500 m . Estos leucogranitos son parte de un cinturón de rocas intrusivas del período Oligoceno-Mioceno Tardío, conocidos como leucogranito Superior del Himalaya. Se formaron como resultado de la fusión parcial de rocas metasedimentarias de alto grado del Paleoproterozoico al Ordovícico de la Secuencia Superior del Himalaya, hace unos 20 a 24 millones de años durante la subducción de la placa Índica.

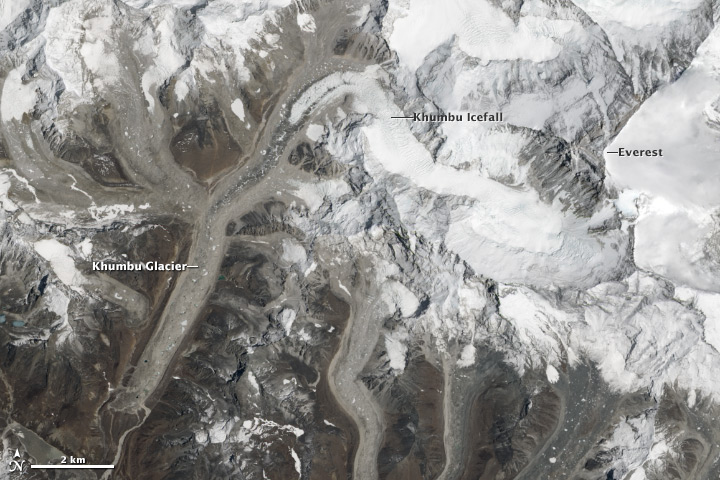
El Everest, el glaciar de Khumbu, y la cascada de hielo de Khumbu.

El monte Everest está formado por rocas sedimentarias y metamórficas que han sido empujadas hacia el sur sobre la corteza continental, compuestas por granulitos arqueozoicos de la placa Índica durante la colisión en el Cenozoico de la India con Asia. Interpretaciones actuales sostienen que las formaciones del Qomolangma y del collado Norte están formadas por sedimentos marinos que se acumularon dentro de la plataforma continental del margen continental pasivo septentrional de la India antes de colisionar con Asia. Posteriormente, la colisión en el Cenozoico de la India con Asia deformó y metamorfoseó estos estratos mientras los empujaba hacia el sur y hacia arriba. La formación Rongbuk consiste en una secuencia de rocas metamórficas de alto grado y rocas graníticas que fueron derivadas de la alteración de rocas metasedimentarias de alto grado. Durante la colisión de la India con Asia, estas rocas fueron empujadas hacia abajo y al norte mientras eran cabalgadas por otros estratos; calentadas, transformadas y parcialmente fundidas a profundidades de más de 15 a 20 kilómetros por debajo del nivel del mar; y luego forzadas hacia arriba a la superficie empujadas hacia el sur entre dos desprendimientos mayores. El Himalaya se eleva cerca de 5 mm al año.

## Flora y fauna
La flora y fauna endémicas en el Everest son muy escasas. Hay un musgo que crece a 6480 m s. n. m. en el monte Everest. Puede que sea la especie de planta que se da a mayor altitud. Una planta alpina llamada Arenaria es conocida por crecer por debajo de los 5500 m s. n. m. en la región.
Euophrys omnisuperstes, una pequeña araña de la familia salticidae, se ha encontrado a elevaciones tan altas como 6700 m s. n. m., convirtiéndose posiblemente en el animal no microscópico que habita permanentemente a más altitud en la Tierra. Se esconde en pequeñas grietas y puede alimentarse de insectos congelados arrastrados ahí por el viento. Cabe señalar que existe una alta probabilidad de encontrar vida microscópica a altitudes incluso mayores. Aves, como el ánsar indio, han sido vistos volando en partes altas de la montaña, mientras que otros, como las chovas, se han observado tan alto como el collado Sur a 7920 m s. n. m. Chovas piquigualdas se han registrado volando a una altitud de 7900 m (26 000 pies) y los ánsares mencionados con anterioridad migran por encima del Himalaya. Ya en 1953, George Lowe, de la famosa expedición de Tenzing y Hillary había notado a estas aves volar sobre el monte Everest.

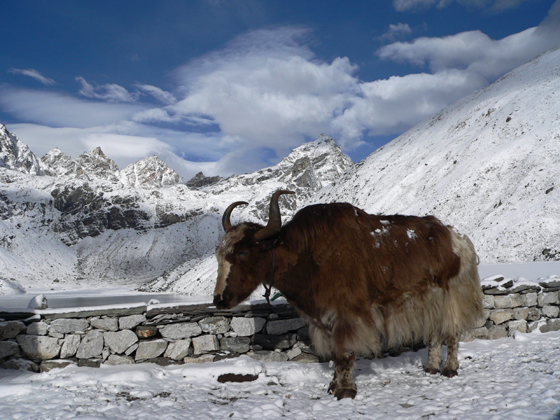
Un yak a una altitud aproximada de

Los yaks se usan a menudo para transportar equipo para escaladas en el monte Everest, pueden transportar hasta 100 kg, tienen un pelaje grueso y grandes pulmones. Un consejo común para los de la región del Everest es estar en un terreno más alto cuando están alrededor yaks u otros animales, ya que pueden patear a la gente fuera de la montaña si se está de pie en el borde del camino. Otros animales en la región incluyen al tar del himalaya, que a veces es presa del leopardo de las nieves. El oso negro tibetano se puede encontrar a una altitud de 4300 m s. n. m. y el panda rojo habita la misma región. Una expedición científica encontró una sorprendente variedad de especies en la región que incluye conejos de roca que comen sus propias heces y diez nuevas especies de hormigas.

## Ambiente
En el 2008, se puso en funcionamiento una estación meteorológica nueva a una altitud de 8000 m (26 246 pies). El primer informe de la estación fue la temperatura del aire -17 °C (1 °F), humedad relativa 41,3 %, presión atmosférica 382,1 hPa (38,21 kPa), dirección del viento 262,8°, velocidad del viento 12,8 m/s (28,6 mph, 46,1 km/h), radiación solar global 711,9 watts/m², e índice de rayos UV 30,4 W/m². El proyecto fue instrumentado por el SHARE "Stations at High Altitude for Research on the Environment" (Estaciones a Gran Altura para la Investigación del Ambiente), quienes también colocaron una cámara web en el 2011. La estación meteorológica se ubica en el collado Sur y funciona con energía solar.

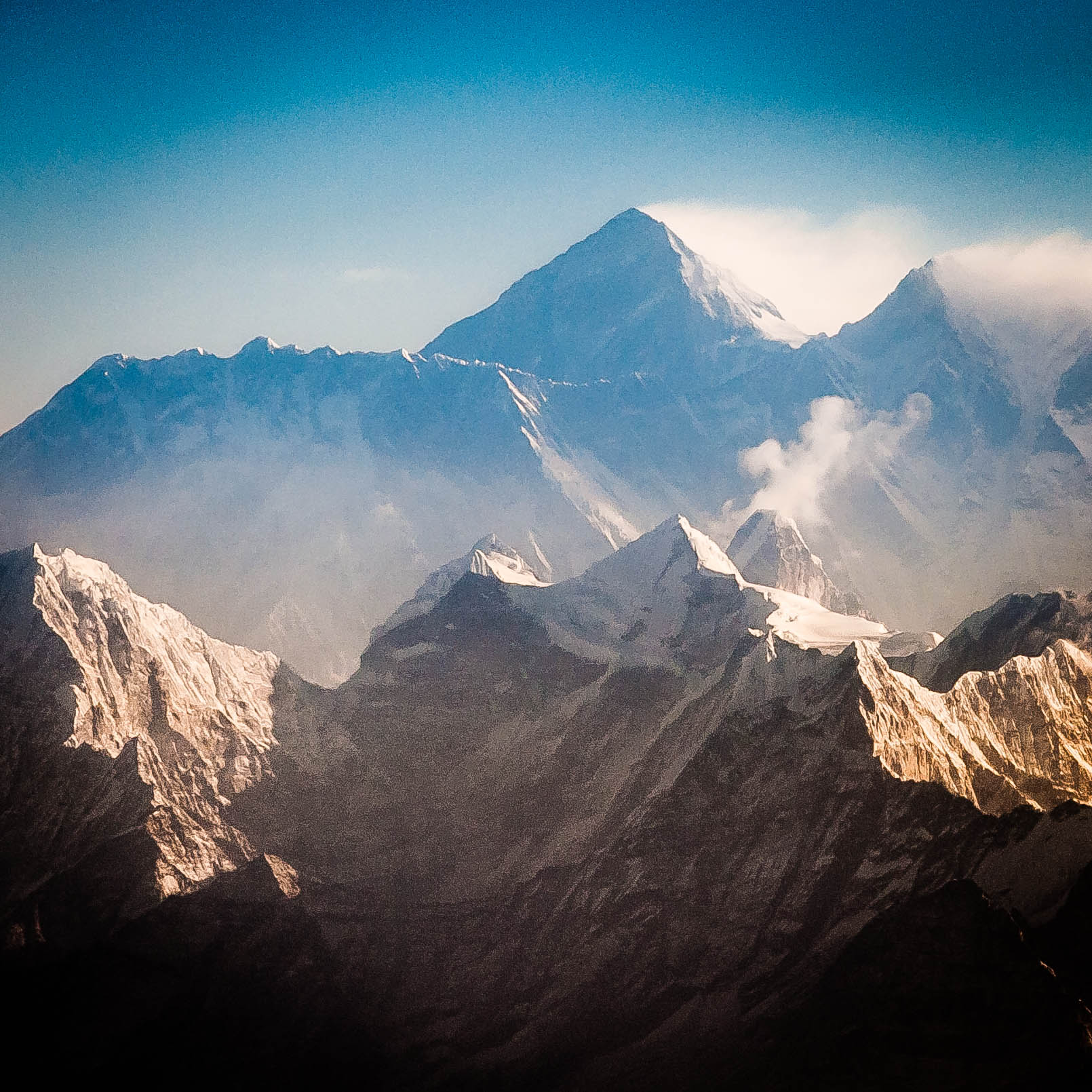
Vista al Everest y el Lhotse desde el sur. En primer plano están el Thamserku, el Kantega, y el Ama Dablam.

Uno de los problemas que enfrentan los escaladores es la presencia frecuente de fuertes vientos. La punta del Everest se extiende en la troposfera superior y atraviesa la estratosfera, que la deja expuesta al rápido y congelante viento de las corrientes en chorro. En febrero de 2004, en la cumbre se registró una velocidad de viento de 280 km/h (175 mph), y vientos de 160 km/h (100 mph) son comunes. Estos vientos pueden derribar a los escaladores. Los escaladores esperan para las ventanas de oportunidad de 7 a 10 días en la primavera y el otoño, cuando la temporada de monzones ya sea esté por comenzar o por terminar y los vientos sean más débiles. La presión del aire en la cumbre es de aproximadamente un tercio con respecto al nivel del mar, y por el principio de Bernoulli, los vientos pueden disminuir aún más la presión, provocando una reducción adicional del 14 % del oxígeno en los escaladores. La reducción en la disponibilidad del oxígeno viene de la presión total reducida, no de una reducción en la proporción de oxígeno para otros gases.
En el verano, el monzón de la India acarrea aire húmedo y cálido del océano Índico al lado sur del Everest. Durante el invierno el aire en chorro que fluye del este/sureste se desplaza hacia el sur y golpea la cima.

## Clima
Posee un clima de montaña extremo. En enero, el mes más frío, la temperatura promedio en la cumbre es de -36 °C pudiendo llegar incluso a los -70 °C. En julio, el mes más cálido, la temperatura promedio en la cumbre es de -20 °C. Con el viento, la sensación térmica es menor que lo indicado en el termómetro.

## Permisos
En 2014 se expidieron 334 permisos para escalarlo, otorgados de manera gratuita por la tragedia que los golpeó. Para el 2015, se expidieron 357 permisos para escalar el Everest, pero la montaña permaneció cerrada de nuevo por una avalancha producida por un terremoto. Nepal extendió los permisos no utilizados del 2014/2015 hasta 2019 (los permisos Nepalíes cuestan alrededor de 10 000 USD para los extranjeros). Así, la gente que compró un permiso en el 2014 o 2015 puede usarlo para una expedición al Everest hasta 2019 (normalmente estos permisos son válidos solo por un año). Esto es un claro ejemplo de la hospitalidad que caracteriza a los nepalíes; una extensión fue solicitada especialmente por las compañías de expediciones comerciales (que a su vez aportan recursos al país gracias al montañismo). Nepal es esencialmente un país del "cuarto mundo", uno de los países no africanos más pobres y el 19.º país más pobre del mundo. A pesar de esto, Nepal ha acogido muy bien a los turistas y se estableció una industria del turismo significativa.

## Costo de las escaladas con guía
Subir con un «guía célebre», que suele ser un montañero de renombre con gran experiencia y normalmente con varios ascensos al Everest, podía costar alrededor de 100 000 £ en el año 2015. Por otro lado, contratar un servicio de soporte limitado, que incluye solamente algunos alimentos en el campo base y gastos burocráticos como permisos, puede costar al menos 7000 USD.

### Expediciones comerciales

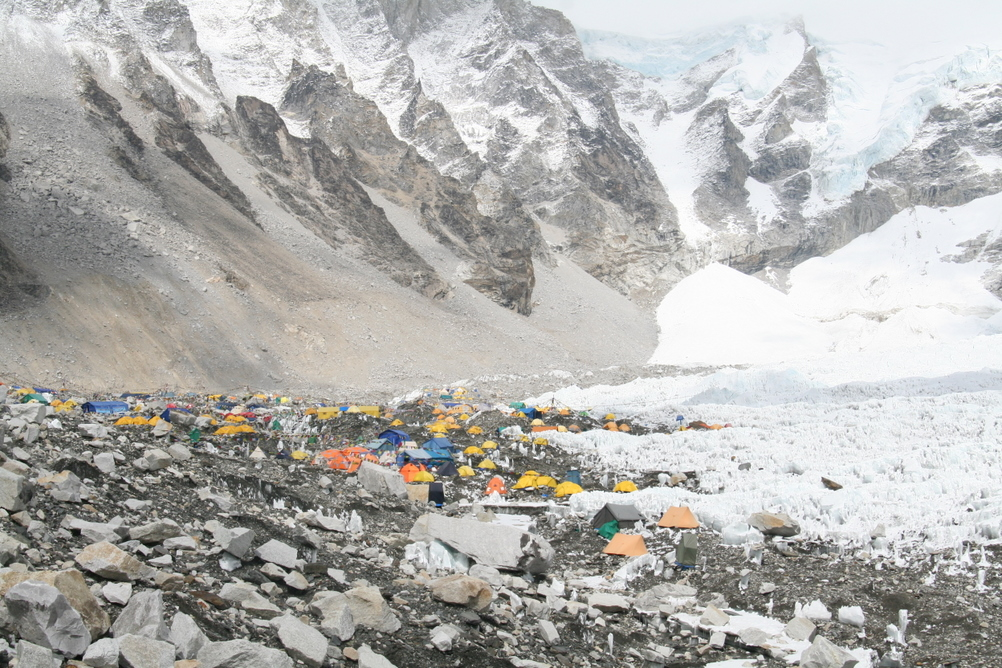
Campo base del Everest.

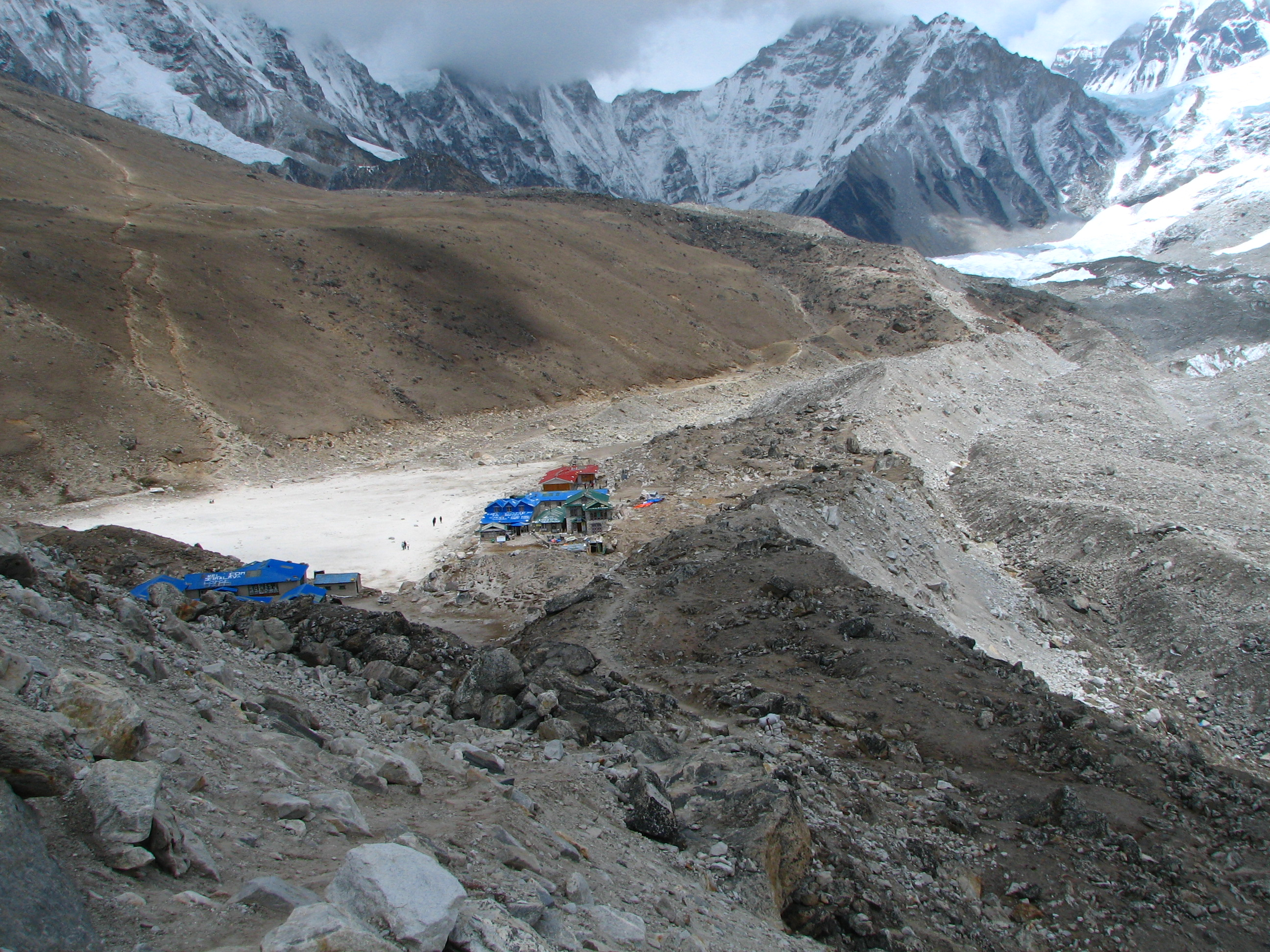
Gorak Shep se encuentra a tres horas de caminata del campo base sur del Everest.

Escalar el monte Everest es relativamente caro para los montañeros. El equipo necesario para alcanzar la cima puede costar más de 8000 USD, y la mayoría de los escaladores requieren oxígeno embotellado para realizar el ascenso, lo que añade otros 3000 USD aproximadamente. El permiso para acceder a la zona sur del Everest por la vía de Nepal cuesta de 10 000 a 25 000 USD por persona, dependiendo del tamaño del equipo. El ascenso se inicia desde cualquiera de los dos campos base próximos a la montaña, ambos campamentos se encuentran aproximadamente a 100 km (60 millas) de Katmandú, y a 300 km (190 millas) de Lhasa, que son las ciudades más cercanas con aeropuerto comercial. Transportar el equipo desde el aeropuerto al campo base puede costar unos 2000 USD.
En 2016, la mayoría de los servicios de guía costaban entre 35 000 y 200 000 USD. Sin embargo, los servicios ofertados pueden variar ampliamente según la negociación que cada contratista realice, y que es habitual al tratarse de uno de los países más pobres y menos desarrollados del mundo. El turismo representa un cuatro por ciento de la economía de Nepal, y un porteador en el Everest puede ganar el doble del salario medio nacional en una región en la que escasean otras fuentes de ingreso.
Los costos, por estos y otros factores, son muy variables. Es técnicamente posible alcanzar la cumbre con gastos adicionales mínimos, existiendo agencias de viajes "económicas" que ofrecen apoyo logístico para ascensos de bajo coste, lo que muchos en el mundo del alpinismo consideran temerario y peligroso. Muchos escaladores contratan expediciones comerciales de "servicio completo", que proveen una amplia gama de servicios, que incluyen la adquisición de permisos, transporte de ida y vuelta al campo base, alimentos, tiendas para acampar, cuerdas fijas, asistencia médica en la montaña, un guía montañero experimentado, e incluso porteadores personales para cargar mochilas y preparar alimentos. El costo de tal servicio con guía va de 40 000 a 80 000 USD por persona. Ya que la mayoría del equipo es transportado por sherpas, los clientes de las expediciones comerciales de servicio completo pueden cargar a menudo mochilas con un peso por debajo de los 10 kg (22 lb), o contratar un sherpa que cargue también su mochila.
De acuerdo a Jon Krakauer, la era de la comercialización del Everest se inició en 1985, cuando la cima fue alcanzada por una expedición liderada por David Breashears, que incluía a Richard Bass, un hombre de negocios de 55 años con apenas 4 años de experiencia de escalada. Al inicio de la década de los noventa, ya había varias compañías que ofrecían viajes guiados a la cumbre. Rob Hall, uno de los montañeros que fallecieron en el desastre de 1996, había llevado con éxito a 39 clientes a la cima, antes del desastre mencionado.
El grado de comercialización en el monte Everest es frecuentemente objeto de crítica. Jamling Tenzig Norgay, hijo del célebre sherpa Tenzing Norgay, dijo durante una entrevista en el 2003 que su difunto padre se habría sorprendido al descubrir que gente rica en busca de emociones y sin experiencia en escalada llegase de manera rutinaria a la cumbre. «Tienes que escalar esta montaña tú solo por tu propio pie. Pero el espíritu de aventura ya no está. Se ha perdido. Hay gente que va ahí sin tener ni idea de cómo ponerse los crampones. Están ahí escalando porque le pagaron a alguien 65 000 USD. Es muy egoísta. Pone en peligro la vida de otros».
Reinhold Messner se manifestó en 2004 en este sentido: «Podrías morir en cada escalada y eso significaba que eras responsable de ti mismo. Éramos montañeros reales: cuidadosos, conscientes e incluso temerosos. Al escalar montañas no estábamos aprendiendo cuan grandes éramos. Estábamos descubriendo lo frágiles, débiles y temerosos que somos. Solo puedes descubrir esto si te expones a un peligro muy alto. Siempre he dicho que una montaña sin peligros no es una montaña... El montañismo de altura se ha convertido en un show turístico. Esos viajes comerciales al Everest siguen siendo peligrosos. Pero los guías y los exploradores y organizadores le dicen a los clientes: “No se preocupen, todo está organizado”. La ruta es preparada por cientos de sherpas. Hay oxígeno adicional en todos los campamentos de camino a la cima. Hay gente que cocinará los alimentos y hará las camas. Los clientes se sienten seguros y no se preocupan por los riesgos».
Sin embargo, no todas las opiniones al respecto entre montañeros prominentes son estrictamente negativas. Por ejemplo, Edmund Hillary, quien declaró que no le gustaba «la comercialización del montañismo, particularmente en el monte Everest», y afirmó que «pagarle a alguien 65 000 USD y ser guiado en la montaña por un par de guías experimentados... no es realmente montañismo». Sin embargo, apuntó que estaba complacido con los cambios traídos por los occidentales al área del Everest. «No me arrepiento, porque trabajé mucho para mejorar las condiciones de la gente local. Cuando llegamos por primera vez no había escuelas ni instalaciones médicas; en todos estos años hemos construido veintisiete escuelas, tenemos dos hospitales y una docena de clínicas médicas, y hemos construido puentes sobre ríos salvajes de montaña e instalado tuberías de agua fresca, así que en cooperación con los sherpas hemos hecho mucho para beneficiarlos».
El montañero Richard Bass, en una entrevista, respondió sobre los escaladores del Everest y lo que se necesita para sobrevivir allí: «Los escaladores deben tener experiencia de altura antes de intentar montañas realmente altas. La gente no percibe la diferencia entre una montaña de 20 000 pies y una de 29 000 pies. No es solo aritmética. La disminución del oxígeno en el aire es proporcional a la altitud, pero los efectos en el cuerpo humano son desproporcionados siguiendo una curva exponencial. La gente que escala el Denali (20 320 pies) o el Aconcagua (22 384 pies) piensa: “Rayos, me sentí muy bien arriba, voy a intentar escalar el Everest”. Pero no es así».

## Rutas de escalada

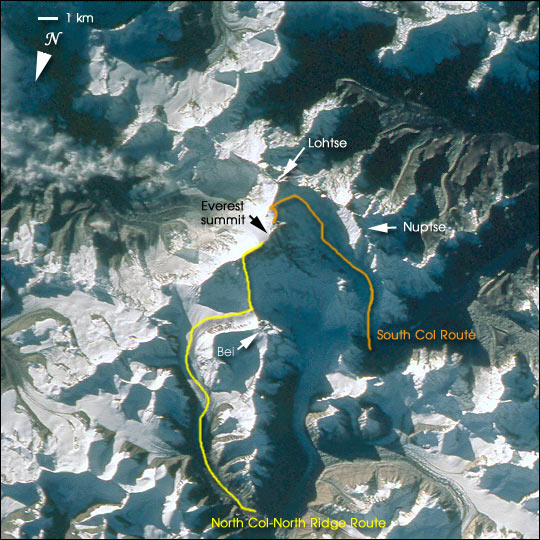
Vista desde el espacio de las rutas de escalada del Collado Sur y del Collado Norte.

El monte Everest tiene dos rutas principales de ascensión: la ruta por la cara sudoeste o vía del collado Sur, desde el Nepal, y la ruta noreste o vía del collado Norte, desde el Tíbet, así como otras trece rutas menos frecuentadas. De las dos rutas principales, la más fácil técnicamente y más utilizada es la sudoeste. Fue la ruta utilizada por Hillary y Tenzing en 1953 y la primera de las quince rutas descritas en 1996. Ello fue, sin embargo, una elección dictada más por la política que por la técnica, ya que la frontera china fue cerrada a los extranjeros en 1949, después de que China invadió el Tíbet. Reinhold Messner (Italia) llegó a la cima en solitario por primera vez, sin ayuda de oxígeno o de cualquier otro tipo, por la ruta noroeste, más difícil, atravesando el collado Norte hacia la arista Norte y el Gran Corredor, el 20 de agosto de 1980. Messner alcanzó la cima después de escalar durante tres días consecutivos, totalmente solo, desde el campo base, situado a una altitud de 6500 m s. n. m. Dicha ruta es la número 8 hasta la cima.
Gran parte de los intentos se ejecutan entre abril y mayo, antes de que comience el verano, la estación de los monzones. Un cambio en las corrientes en chorro en esta época del año reduce la velocidad media del viento en cotas altas de la montaña. Aunque se realizan intentos de escalada también después de los monzones, en septiembre y octubre, la nieve depositada por el monzón y el clima menos estable hace la escalada más difícil.

### Vía del collado Sur

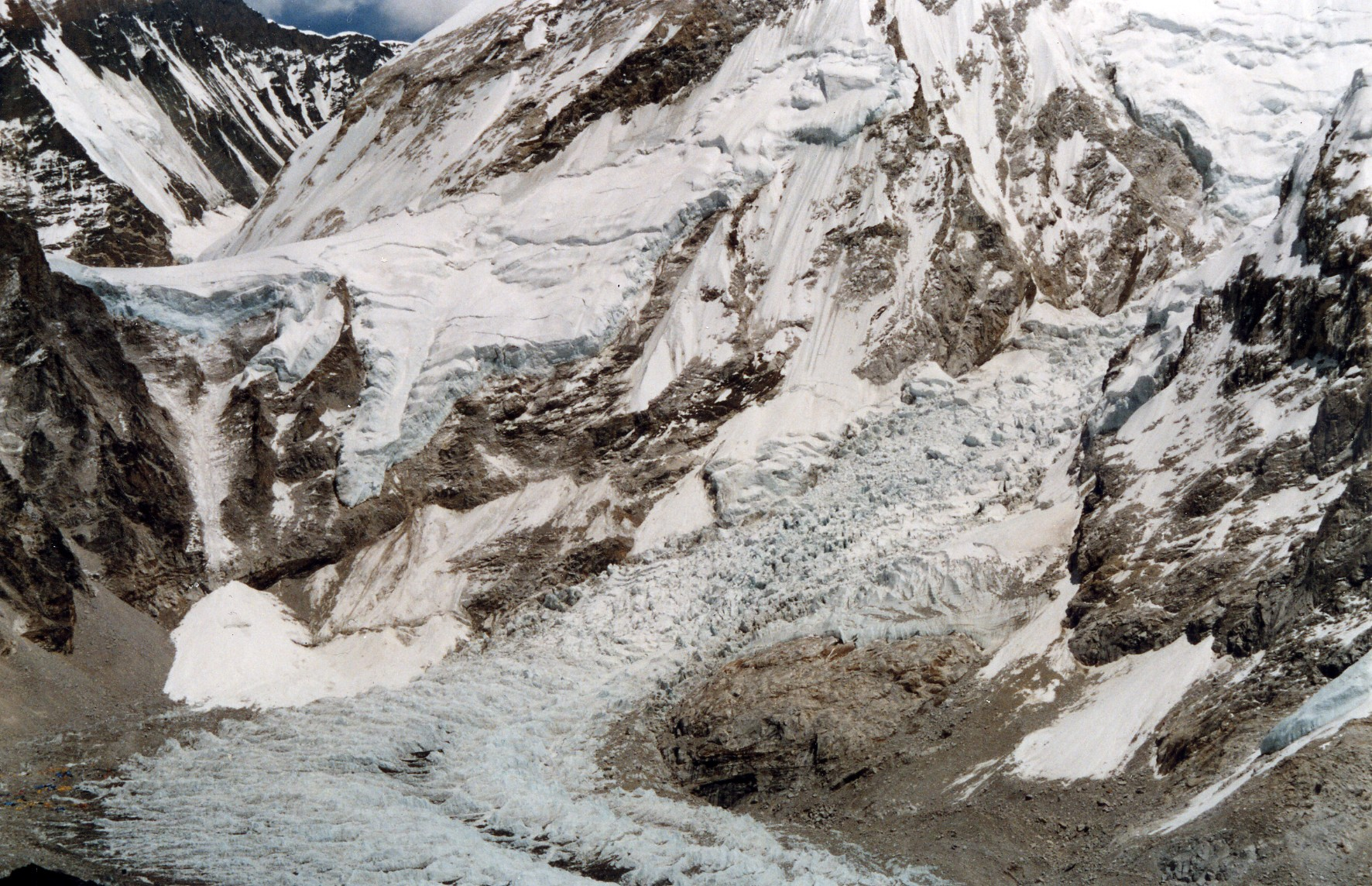
Vista del campo base, desde el Kala Patthar.

La ascensión por la ruta suroeste comienza con una aproximación al campo base, situado a una altitud de 5380 m s. n. m., en la zona sur del Everest, en Nepal. La expedición suele viajar a Lukla (2860 m s. n. m.) desde Katmandú y atraviesa por Namche Bazaar. Los escaladores caminan, a continuación, hasta el campo base, lo que requiere entre seis y ocho días, y permite aclimatarse a la altitud y prevenir el mal de montaña. El equipo y las provisiones se trasladan mediante yaks, dzos y porteadores hasta el campo base en el glaciar de Khumbu. Cuando Hillary y Tenzing escalaron el Everest en 1953, partieron del valle de Katmandú, ya que en ese momento no había carreteras hacia el este del país.
Los escaladores suelen pasar un par de semanas en el campo base, aclimatándose a la altitud. Durante este tiempo, los sherpas de la expedición y los escaladores pondrán cuerdas y escaleras en la cascada de hielo de Khumbu. Grietas y bloques de hielo inestables hacen de la cascada de hielo uno de los tramos más peligrosos en la ruta. Muchos escaladores y sherpas han muerto en este tramo. Para reducir el peligro, la escalada suele comenzar antes del amanecer, cuando las bajas temperaturas mantienen fijos los bloques de hielo. Por encima del glaciar se encuentra el campo base I, o campo base avanzado, a una altitud de 6065 m s. n. m.

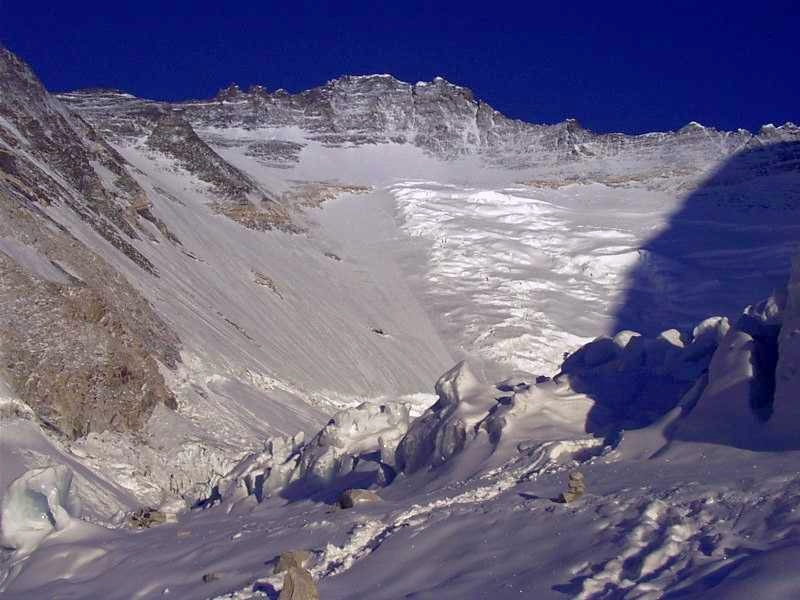
El Cwm Occidental, con el Lhotse al fondo.

Desde el campo I, los expedicionarios atraviesan por el Cwm Occidental (valle, en galés) hasta la pared en la base del Lhotse, donde se establece el campo II, a 6500 m s. n. m. de altitud. El Cwm Occidental es un valle glacial que va ascendiendo ligeramente, pero marcado por grandes grietas transversales hacia la mitad del valle, que impiden el acceso directo a las cotas altas del valle. Los escaladores deben cruzar totalmente hacia la derecha hasta llegar a la base del Nuptse y pasar por un corredor conocido como la «esquina del Nuptse». El Cwm Occidental es también llamado «valle del silencio», pues su topografía cerrada reduce el viento en la ruta. La gran altitud y un día claro y sin viento pueden hacer que el Cwm Occidental sea insoportablemente caluroso para los escaladores.
Desde el campo II, los escaladores ascienden la cara norte del Lhotse por un tramo preparado con cuerdas fijas hasta el campo III, situado en una plataforma a 7470 m s. n. m. Desde allí, hay otros 500 metros hasta el campo IV en el collado Sur, a 7920 m s. n. m. Desde el campo III al campo IV, hay que superar dos retos más: el Espolón de los Ginebrinos y la Banda Amarilla. El Espolón de los Ginebrinos es una saliente de roca negra al que dio nombre la expedición suiza de 1952. Las cuerdas instaladas en el recorrido ayudan a los escaladores a pasar sobre la roca cubierta de nieve. La Banda Amarilla es una sección intercalada de mármol, filita y esquisto que requiere unos 100 m de cuerda para atravesarla.
En el collado Sur, los montañeros entran en la zona de la muerte. Los escaladores cuentan únicamente con dos o tres días de resistencia a esta altitud para intentar asaltos a la cima. Tiempo despejado y poco viento son de gran importancia a la hora de decidir realizar un intento de llegar a la cima. Si el tiempo no es propicio en estos días, los escaladores deben descender, en muchos casos, hasta el campamento base.
Desde el campo IV, los escaladores deben comenzar la ascensión alrededor de medianoche, con la esperanza de llegar a la cima en diez o doce horas. Primero se alcanza el Balcón, a 8400 m s. n. m., una pequeña plataforma en la que descansar mientras se observan al amanecer los picos hacia el sur y al este. Continuando por la arista, se encuentran con unos imponentes escalones de roca que obligan a adentrarse en la nieve, que puede llegar hasta la cintura, lo que representa un riesgo importante de avalancha. A una altitud de 8750 m s. n. m., una pequeña formación del tamaño de una mesa formada por hielo y nieve marca la cumbre sur.

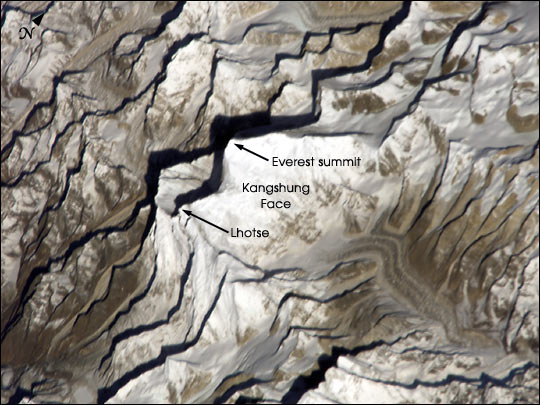
La Cara del Kangshung (lado este) vista desde la órbita.

Desde la cumbre sur, los escaladores continúan por la arista sudeste, conocida como la «travesía de la cornisa», donde la nieve cubre rocas discontinuas. Esta es la sección en la que los escaladores están más expuestos, ya que un paso en falso supone el desastre, ya sea a la izquierda (con una caída de 2400 m por la ladera sudoeste) o a la derecha (3050 m de caída por la cara del Kangshung). Al final de esta travesía está la imponente pared de roca de 12 m de alto llamada el escalón de Hillary, a una altitud de 8760 m s. n. m.
Hillary y Tenzing fueron los primeros escaladores en superar el «escalón», y lo hicieron con equipo rudimentario y sin cuerdas fijas. Hoy en día se supera este escalón con cuerdas instaladas por los sherpas. Una vez superado, el resto de la escalada hasta la cima es comparativamente más simple y fácil, con una pendiente moderada cubierta de nieve, pero en la que el escalador se encuentra muy expuesto, especialmente mientras se atraviesan tramos largos de nieve. También tras el escalón de Hillary se debe pasar una zona rocosa y movediza con una maraña de cuerdas que puede ser problemática, sobre todo con mal tiempo.
Los escaladores deben abandonar la «cima del Mundo» en menos de media hora, ya que es necesario descender al campo IV antes del anochecer, o antes de que el oxígeno suplementario se agote.

### Vía del Collado Norte

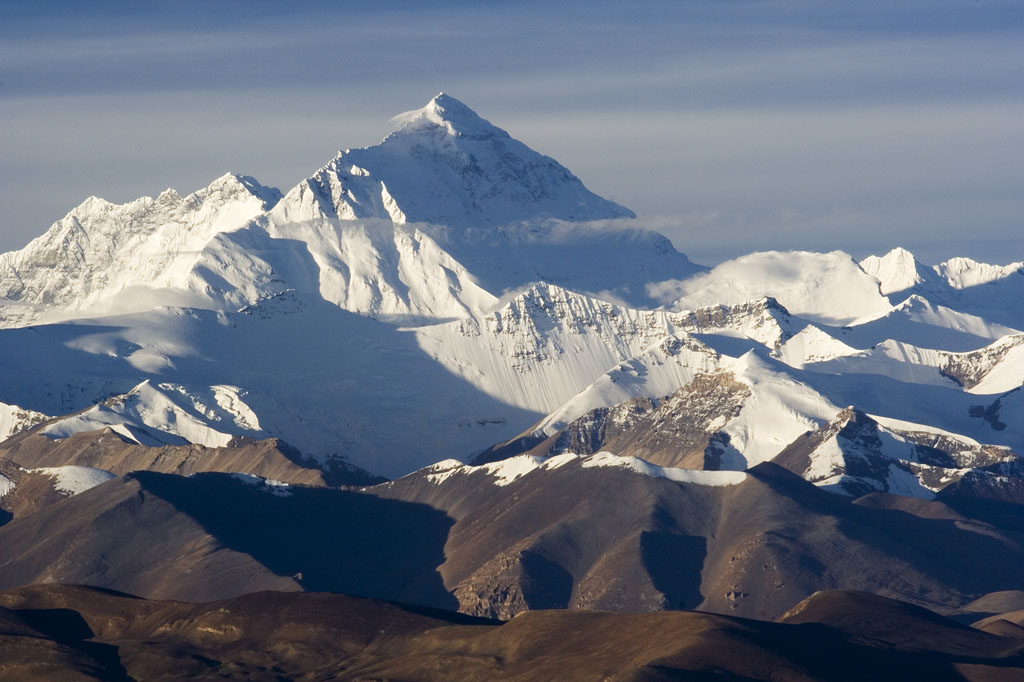
Cara norte del Everest.

La vía del collado Norte comienza al norte del Everest, en el Tíbet. Las expediciones llegan al glaciar de Rongbuk, estableciendo el campo base a 5180 m s. n. m., en una llanura de grava justo debajo del glaciar. Para llegar al campo II, los escaladores ascienden la morrena central de la parte este del glaciar hasta la base del monte Changtse, a 6100 m s. n. m. (20 000 pies). El campo III (campo avanzado) se encuentra bajo el collado Norte, a 6500 m s. n. m. Para alcanzar el campo IV, del collado Norte, los montañeros ascienden por el glaciar hasta el pie del collado, donde cuerdas fijas permiten alcanzar el collado Norte, a 7010 m s. n. m. (23 000 pies). Desde allí, se asciende la rocosa arista Norte hasta alcanzar el campo V, a 7775 m s. n. m. (25 500 pies). La ruta continúa por la cara norte a través de una serie de barrancos y precipicios, en un terreno con placas rocosas, hasta llegar al campo VI, a 8230 m s. n. m.
Desde el campo VI, se realiza la ascensión final hasta la cima por la arista Nordeste. Los escaladores deben pasar tres bandas de roca conocidas como Primer Escalón (de 8500 a 8534 m s. n. m.), el Segundo Escalón (de 8575 a 8625 m s. n. m.) y el Tercer Escalón (de 8690 a 8800 m s. n. m.). Una vez superados, hay una fuerte pendiente (de 50 a 60 grados de inclinación) hasta la cima.

### Arista oeste/corredor Horbein
Esta arista divide las caras Norte y Sur. Partiendo desde el campo II de la ruta sur se toma la arista a 7300 m. Adentrándose en la cara Norte y subiendo hasta la cima por el corredor Horbein, ruta de gran dificultad técnica.

### Cara suroeste
Se empieza esta ruta a partir del campo II de la ruta sur, hay que ir subiendo por la derecha de un aliviadero de nieve hasta los 7800 m y en este punto la pared se hace más vertical, sobresale un resalte rocoso de 300 m, para después, se asciende por una canaleta hasta llegar antes de la cima en la ruta normal sur.

### Arista oeste
Se empieza desde el campo base de la ruta normal sur, se sigue recorriendo la arista, enfrentando muchos pasos de escalada. Hay un desvío a la cara norte a una altitud de 8500 m. Esto para evitar la escalada del conocido «Escalón Gris».

### Pilar sur
Comienza en el campo III de la ruta normal sur, en lugar de subir al Collado Sur por la pared del Lhotse, se sigue por el pilar que baja de la cima.

### Corredor de los japoneses
Una ruta sumamente difícil y de un alto riesgo. Comenzando en la base de la pared norte, se escala esta cara subiendo por el corredor Horbein.

### Ruta Messner
Esta sigue la ruta normal norte, a partir del campo II se adentra en la cara Norte hasta llegar al "gran corredor" o Corredor Norton. De ahí se sube hasta llegar a la ruta normal norte, casi al llegar a la cima. En esta ruta se evitan los Tres Escalones de la ruta normal norte. Reinhold Messner ascendió esta nueva ruta en solitario, sin oxígeno y en época de monzón. Esta ruta jamás se ha repetido.

### Contrafuerte americano
Por la desconocida pared este del Everest. Se asciende por un pilar hasta los 8000 m y en este punto se une a la ruta normal sur.

### Cima

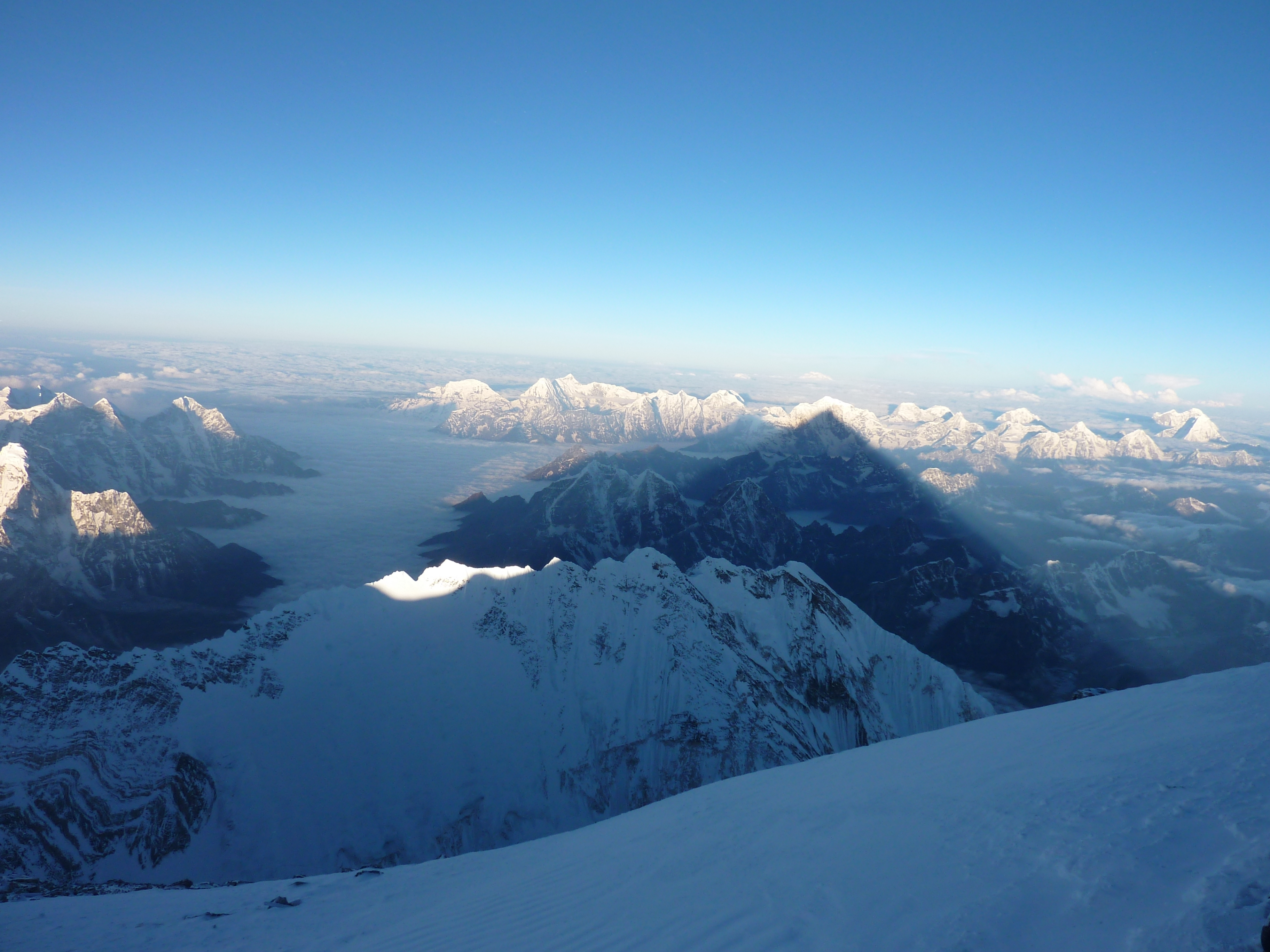
Imagen de la cima del monte Everest, mayo de 2013

Las rutas comparten un punto en común, la cima misma. La cima del Everest ha sido descrita como del «tamaño de una mesa de comedor». La cima está cubierta por una capa de nieve, sobre una de hielo, sobre una de roca, y el espesor de la capa de nieve varía de un año a otro. La cima de roca está formada por caliza del periodo Ordovícico y es una roca metamórfica de bajo grado de acuerdo a la Universidad Estatal de Montana.
Por debajo de la cima hay un área conocida como el «valle del arcoíris», lleno de cadáveres que aún conservan sus coloridas ropas de invierno. Más abajo de los 8000 m está un área comúnmente llamada la «zona de la muerte», debido al peligro de la altura y la baja presión de oxígeno.
Debajo de la cima, las laderas de la montaña bajan hacia sus tres lados principales, o caras, del monte Everest: la cara Norte, la cara Suroeste, y la cara del Kangshung.

## Ascensiones

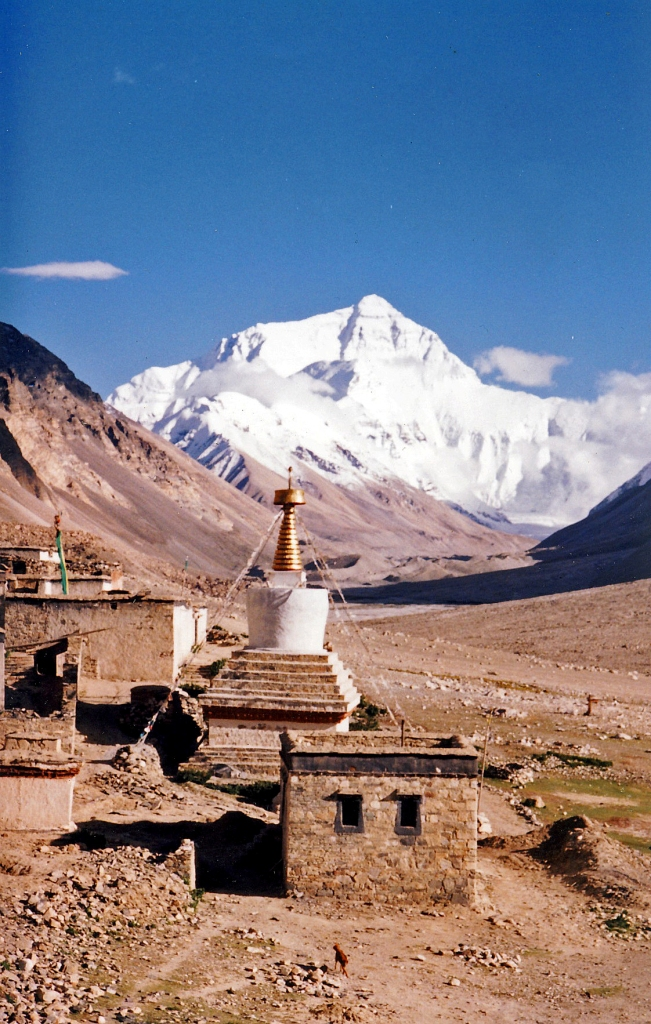
Monte Everest visto desde el monasterio de Rongbuk.

### Introducción
Al ser la montaña más alta del mundo, el monte Everest ha atraído atención considerable e intentos de escalada. Se ha establecido un conjunto de rutas de ascenso a través de varias décadas de expediciones de ascenso a la montaña. Si la montaña fue escalada en tiempos remotos es desconocido; pudo haber sido escalada en 1924.
Finalmente se sabe que fue escalada en 1953, pero durante décadas permaneció como un pico difícil. A pesar de los esfuerzos y la atención vertida en las expediciones, la cima fue escalada por tan solo unas 200 personas para 1987. El Everest demostró ser un lugar difícil durante años, incluso para escaladores profesionales llevando a cabo intentos serios y grandes expediciones nacionales, que fueron la norma hasta que la era comercial se aceleró en la década de 1990.
Para marzo de 2012, el Everest fue escalado 5656 veces con 223 fallecimientos. A pesar de que montañas más bajas pueden tener escaladas más largas o empinadas, el Everest es tan alto que las corrientes en chorro pueden golpearla. Los escaladores pueden enfrentar vientos por arriba de los 320 km/h cuando el tiempo cambia. A determinadas épocas del año las corrientes en chorro se desplazan hacia el norte, estableciendo periodos de relativa calma en la montaña. Otros peligros incluyen tormentas de nieve y avalanchas.
Para el 2013, la base de datos del Himalaya registró 6871 ascensos por 4042 personas diferentes.

### Primeras expediciones
En 1885, Clinton Thomas Dent, presidente del Club Alpino Británico sugirió en su libro Above the Snow Line que escalar el monte Everest era posible.
El acceso norte a la montaña fue descubierto por George Mallory y Guy Bullock en la primera Expedición Británica de Reconocimiento el Everest en 1921. Era una expedición de exploración no equipada para un intento serio para escalar la montaña. Con Mallory como líder (y por tanto convirtiéndose en el primer europeo en poner un pie sobre el flanco del Everest) escalaron el collado Norte a una altitud de 7005 metros (22 982 ft). Desde ahí, Mallory divisó una ruta a la cima, pero el equipo no estaba preparado para la gran tarea de subir más lejos y descendieron
Los británicos regresaron en una segunda expedición en 1922. George Finch ("el otro George") escaló usando oxígeno embotellado por primera vez. Subió a una notable velocidad de 290 metros (951 pies) por hora, y alcanzó una altura de 8320 m (27 300 pies), la primera vez que un humano lograba escalar más arriba de los 8000 m. Esta hazaña no fue tomada en cuenta de acuerdo a los estatutos—excepciones británicos de escalada debido a su naturaleza "antideportiva". Mallory y el coronel Felix Norton hicieron un segundo intento infructuoso. Mallory fue criticado por liderar un grupo cuesta abajo desde el collado Norte, que quedó atrapado en una avalancha. Mallory fue arrastrado cuesta abajo, y siete porteadores nativos perdieron la vida.
La siguiente expedición fue en 1924. El primer intento por Mallory y Geoffrey Bruce fue abortado debido a que las condiciones meteorológicas impidieron el establecimiento del campamento IV. El siguiente intento fue de Norton y Somervell, quienes escalaron sin oxígeno y con clima perfecto, atravesando la cara Norte hacia el gran Corredor. Norton logró alcanzar los 8550 m (28 050 pies), a pesar de que subió solo 30 m (98 pies) o menos en la última hora. Mallory preparó el equipo de oxígeno para un último esfuerzo. Escogió al joven Andrew Irvine como compañero.

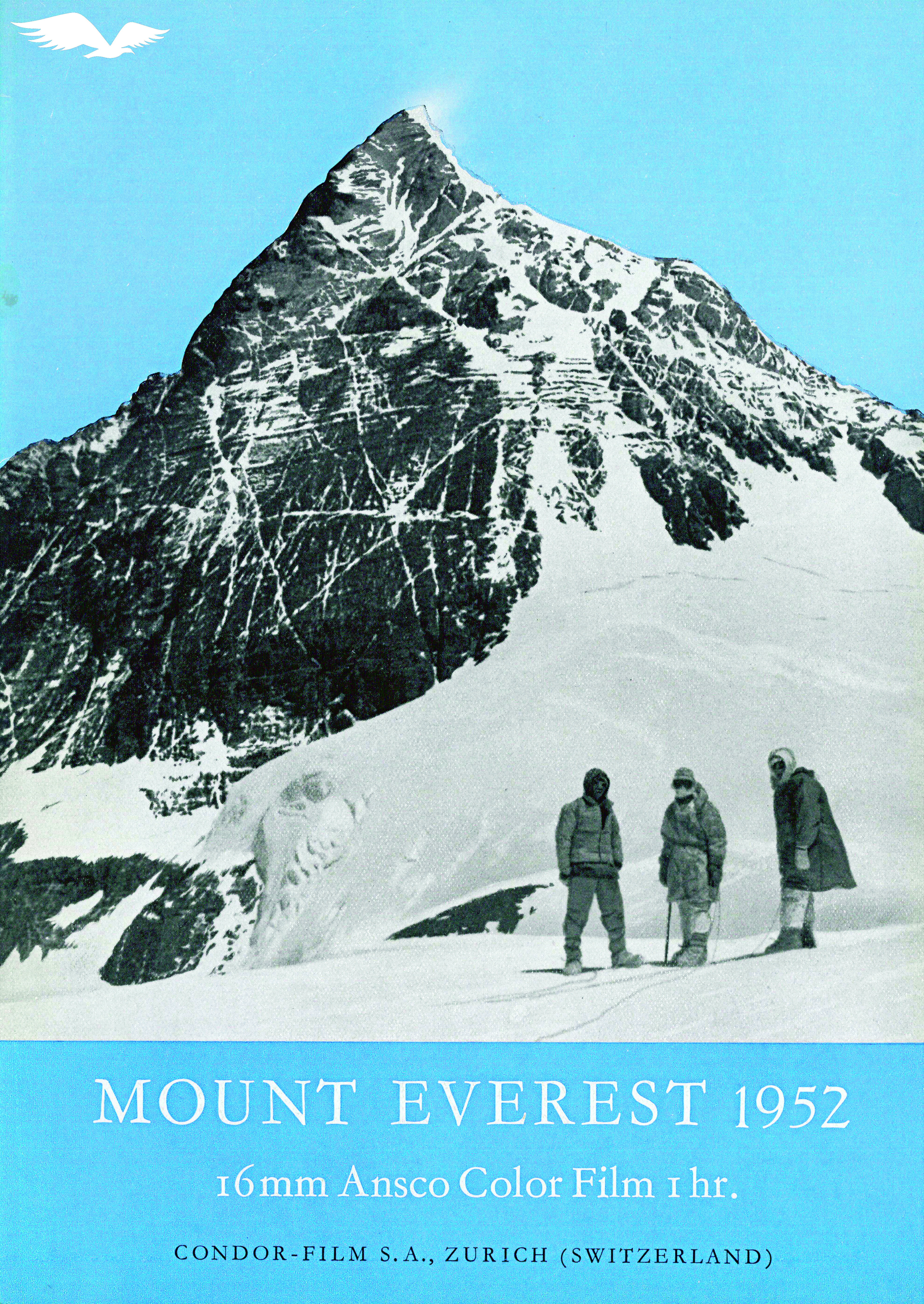
Documental de 1952

El 8 de junio de 1924, George Mallory y Andrew Irvine, ambos británicos, realizaron un intento de ascensión hasta la cima por la vía de collado Norte, del cual no volvieron nunca.
En 1999, la expedición de búsqueda de Mallory e Irvine encontró el cuerpo de Mallory en el punto esperado cerca del antiguo campo base chino. A partir de ese momento, surgió la controversia en el mundo del montañismo sobre si los dos montañeros pudieron alcanzar cima en aquella ascensión, 29 años antes de que la alcanzaran Hillary y Tenzing en 1953.
Mallory había pronunciado una serie de conferencias en Estados Unidos el año anterior, en 1923. Fue entonces cuando, tras la pregunta de un reportero de Nueva York de por qué escalar el Everest, (pregunta que había oído miles de veces) respondió exasperadamente: "Porque está ahí".
En 1933, Lady Houston, una millonaria británica exbailarina, patrocinó el Vuelo Houston del Everest de 1933, por el que una formación de aviones dirigida por el comodoro Douglas Douglas-Hamilton, decimocuarto duque de Hamilton y marqués de Clydesdale, voló sobre la cima en un esfuerzo de desplegar la bandera del Reino Unido sobre la cima.
Expediciones tempranas —como las del general Charles Bruce en la década de 1920 y Hugh Ruttledge con dos intentos fallidos en 1933 y 1936— trataron de ascender la montaña desde el Tíbet por la cara Norte, acceso que fue negado a expediciones occidentales en 1950 después de que la República Popular China reafirmara el control sobre el territorio tibetano. De todas formas, un pequeño grupo de escaladores comandados por Hill Tilman realizó una expedición exploratoria a través del Nepal por la ruta que hoy es la ruta habitual al Everest desde el sur.
La expedición suiza al monte Everest de 1952, liderada por Edouard Wyss-Dunant, obtuvo permiso para intentar el ascenso desde Nepal. La expedición estableció una ruta a través de la cascada de hielo de Khumbu y ascendieron por el collado Sur, a una altitud de 7986 m (26 201 pies). Ningún intento de ascenso al Everest había sido tomado bajo consideración en este caso. Raymond Lambert y el sherpa Tenzing Norgay fueron capaces de llegar a una altitud de 8595 m (28 199 ft) en la arista Sureste, estableciendo un nuevo récord de altitud en escalada. La experiencia de Tenzing fue útil cuando fue contratado para formar parte en la expedición británica de 1953.

### Primera ascensión, de Tenzing y Hillary

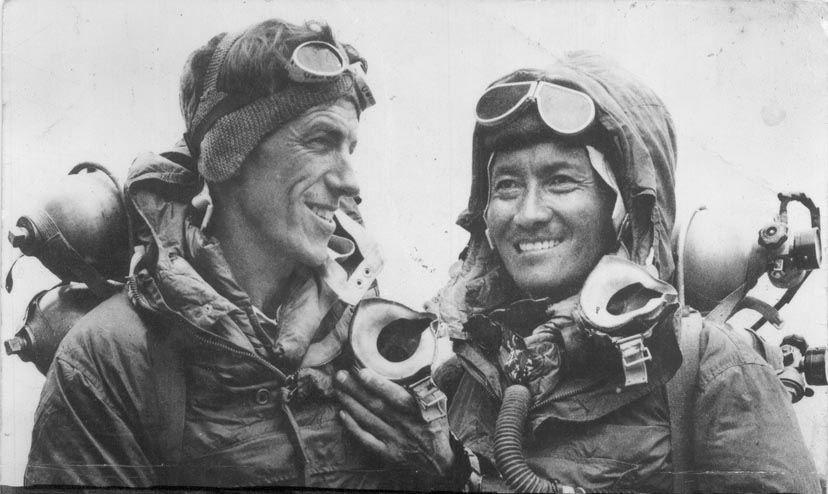
Edmund Hillary y Tenzing Norgay

En 1953, una expedición británica de nueve miembros dirigida por John Hunt, Barón de Llanfair Waterdine, volvió al Nepal. Hunt seleccionó dos pares de montañeros para el asalto a la cima. El primer par, Tom Bourdillon y Charles Evans llegaron a 100 metros de la cima el 26 de mayo y retornaron al campo base. Al día siguiente la expedición hizo su segundo y último intento con la segunda pareja de escaladores. El neozelandés Edmund Hillary y el sherpa Tenzing Norgay del Nepal llegaron a la cima a las 11:30 de la mañana, hora local, del 29 de mayo de 1953, por la vía del collado Sur. En esa época, ambos declararon que había sido un esfuerzo de equipo de toda la expedición pero años más tarde Tenzing reveló que Hillary fue el primero que puso su pie sobre la cima. Pararon en la montaña para tomar fotografías y enterraron en la nieve algunos dulces y una cruz antes de descender.
La noticia del éxito de la expedición llegó rápidamente a Londres en la mañana de la coronación de la reina Isabel II. De vuelta a Katmandú, Hunt y Hillary descubrieron que habían sido nombrados caballeros británicos, mientras que a Tenzing le fue concedida la Medalla de Jorge. Finalmente Hunt recibió un título no hereditario en el Reino Unido, mientras que Hillary se convirtió en un miembro fundador de la Orden de Nueva Zelanda. Hillary y Tenzing son reconocidos a nivel nacional en Nepal, donde anualmente se celebra su logro en escuelas y oficinas.
El siguiente ascenso exitoso fue el de Ernst Schmied y Juerg Marmet el 23 de mayo de 1956. Fueron seguidos por Dölf Reist y Hans-Rudolf von Gunten el 24 de mayo de 1957. Wang Fuzhou, Gonpo y Qu Yinhua de China realizaron el primer ascenso del pico del Collado Norte el 25 de mayo de 1960. Jim Whittaker, primer americano en escalar el Everest, acompañado por Nawang Gombu alcanzó la cumbre el 1 de mayo de 1963.

### Desastre de 1970

Este diagrama muestra algunas rutas de montañismo tomadas en la cara suroeste del Everest, incluida la ruta japonesa de 1970 (no hicieron cumbre)

En 1970, montañistas japoneses liderados por Saburo Matsukata llevaron a cabo una expedición mayor cuyo punto central era trabajar en encontrar una ruta de ascenso nueva en la cara Suroeste, y otra para intentar esquiar sobre el monte Everest. A pesar de contar con una plantilla de más de cien personas y una década de trabajo de planificación, las expediciones sufrieron ocho fallecimientos y fracasaron en llegar a la cumbre por la vía de su ruta planeada. Sin embargo, las expediciones japonesas disfrutaron de algunos logros, como el de Yuichiro Miura, que se convirtió en el primer hombre en esquiar cuesta abajo desde el collado Sur (descendió casi 4200 pies verticales desde el collado Sur antes de caer sufriendo heridas graves), y una expedición que subió a cuatro personas a la cumbre por la vía de la ruta del collado Sur. Las hazañas de Miura se convirtieron en un tema para una película, y pasó a convertirse en la persona de mayor edad en hacer cumbre en el Everest en el 2003 a la edad de setenta años, y una vez más en el 2013 a la edad de ochenta.
También, a finales de la década de 1970, la japonesa Junko Tabei se convirtió en la primera mujer en hacer cumbre en el Everest.

### Desastre de 1996
Durante la temporada de escalada de 1996, quince personas murieron en el Everest convirtiendo este año en uno de los más mortíferos de la historia del Everest. Ocho de ellas, pertenecientes a tres expediciones distintas, murieron el día 10 de mayo debido a una tormenta que afectó el Everest. En el mes siguiente otras cuatro personas murieron como consecuencia de las lesiones producidas ese día. El desastre fue muy conocido y levantó gran controversia sobre la masificación del Everest. El periodista Jon Krakauer, trabajando para la revista Outside, era parte de uno de los grupos afectados y posteriormente publicó el libro Into Thin Air (traducido al español con el nombre Mal de altura) contando su experiencia. Anatoli Bukréyev, un guía que se sintió señalado por Krakauer escribió un libro en respuesta llamado La escalada. La disputa encendió un largo debate en el mundo del montañismo. En mayo de 2004, el médico Kent Moore y el cirujano John L. Semple, ambos investigadores de la Universidad de Toronto, declararon a la revista New Scientist que un análisis de las condiciones atmosféricas de ese día indican que un tiempo meteorológico extraño causó que el nivel de oxígeno se redujera en un 14 %. El impacto de la tormenta en el otro lado de la montaña, la arista Norte, donde también murieron escaladores, se narra en primera persona en el libro El otro lado del Everest, del director y escritor británico Matt Dickinson.

### 2001 — Descenso con una tabla de snowboard por la Cara Norte (Corredor Norton)
El 23 de mayo de 2001, el snowboarder francés Marco Siffredi fue el primero en descender el monte Everest en esta modalidad de esquí por el corredor Norton, justo un día después de su 22.º cumpleaños. Al año siguiente, el 8 de septiembre de 2002 desapareció sin dejar rastro en su segundo intento de descenso por el corredor Hornbein, nunca se recuperó su cuerpo.

### 2003 — 50.º aniversario de la primera ascensión
En 2003 hubo una marca de expediciones al Everest, coincidiendo con el 50.º aniversario de la primera ascensión.

### 2005 — Aterrizaje de helicóptero
El 14 de mayo de 2005, el piloto francés Didier Delsalle aterrizó un helicóptero Eurocopter modelo AS 350 B3 en la cima del monte Everest y permaneció allí durante dos minutos. El despegue posterior sienta la marca de despegue de helicóptero desde el punto más elevado, marca que obviamente ya no puede superarse en el planeta Tierra.

### 2006 — Descenso con esquíes de la cara Norte
El 16 de mayo de 2006, el esquiador aventurero Tormod Granheim esquió en el corredor Norton, paralelo al corredor Hornbein. Fue una gran hazaña.

### 2006 — Controversia de David Sharp
Mark Inglis, doblemente amputado tras un intento de ascensión, reveló en una entrevista con la prensa el 23 de mayo de 2006 que varios grupos de escaladores habían abandonado a un escalador con problemas, David Sharp, el 15 de mayo, mientras permanecía refugiado bajo una roca a unos 450 m por debajo de la cima, sin intentar rescatarlo. La revelación inició un debate sobre la ética de la escalada, especialmente en lo que se refiere al Everest. Los escaladores que no le prestaron ayuda declararon que los esfuerzos de rescate habrían sido inútiles y que solo habrían causado más muertes teniendo en cuenta la cantidad de personas que habrían sido necesarias para bajarlo. Dicha controversia fue aireada por Discovery Channel en su documental Everest: más allá del límite. Una decisión crucial que afectó al destino de Sharp se muestra en el documental. Cuando un escalador que retornaba de la ascensión encuentra a Sharp y avisa al campo base de que ha encontrado un escalador con problemas. No le es posible identificar a Sharp, ya que este ha elegido ascender en solitario, sin apoyo de ningún tipo y no se ha identificado con ningún otro escalador. El responsable del campo base asume que Sharp es parte de un grupo, y que ellos tienen la responsabilidad de su rescate y ordena al escalador que continúe su camino sin saber que Sharp no tiene ningún otro apoyo, asegurando por experiencia propia que es imposible rescatar a alguien a esa altitud. Según las condiciones de Sharp se van deteriorando durante el día, las posibilidades de rescate van disminuyendo, ya que sus piernas y pies están afectados de congelación, lo que le impedía caminar. Otros escaladores en su descenso tienen falta de oxígeno y no pueden ofrecerle ayuda. Finalmente ya no queda tiempo para que algunos sherpas lo rescaten.
En medio del debate, el 26 de mayo el australiano Lincoln Hall fue encontrado vivo cuando ya se le había dado por muerto el día antes. Fue encontrado por un grupo de cuatro escaladores, quienes renunciaron a su intento de subida, permanecieron con Hall y descendieron con él y un grupo de sherpas enviados en su rescate. Posteriormente, Hall se recobró totalmente. Hechos similares han sido documentados desde entonces, como el 21 de mayo de 2007, cuando la escaladora canadiense Meagan McGrath llevó a cabo exitosamente el rescate a gran altura del nepalí Usha Bista. En reconocimiento por su heroico rescate, la mayor Meagan McGrath fue seleccionada como ganadora del Premio Humanitario de la Fundación Canadiense de Sir Edmund Hillary, que reconoce a los canadienses que personal o administrativamente han contribuido significativamente con algún acto o servicio en la Región del Himalaya en Nepal.

### Estadísticas de ascenso hasta la temporada 2010

Ascensos al Monte Everest por año hasta el 2010

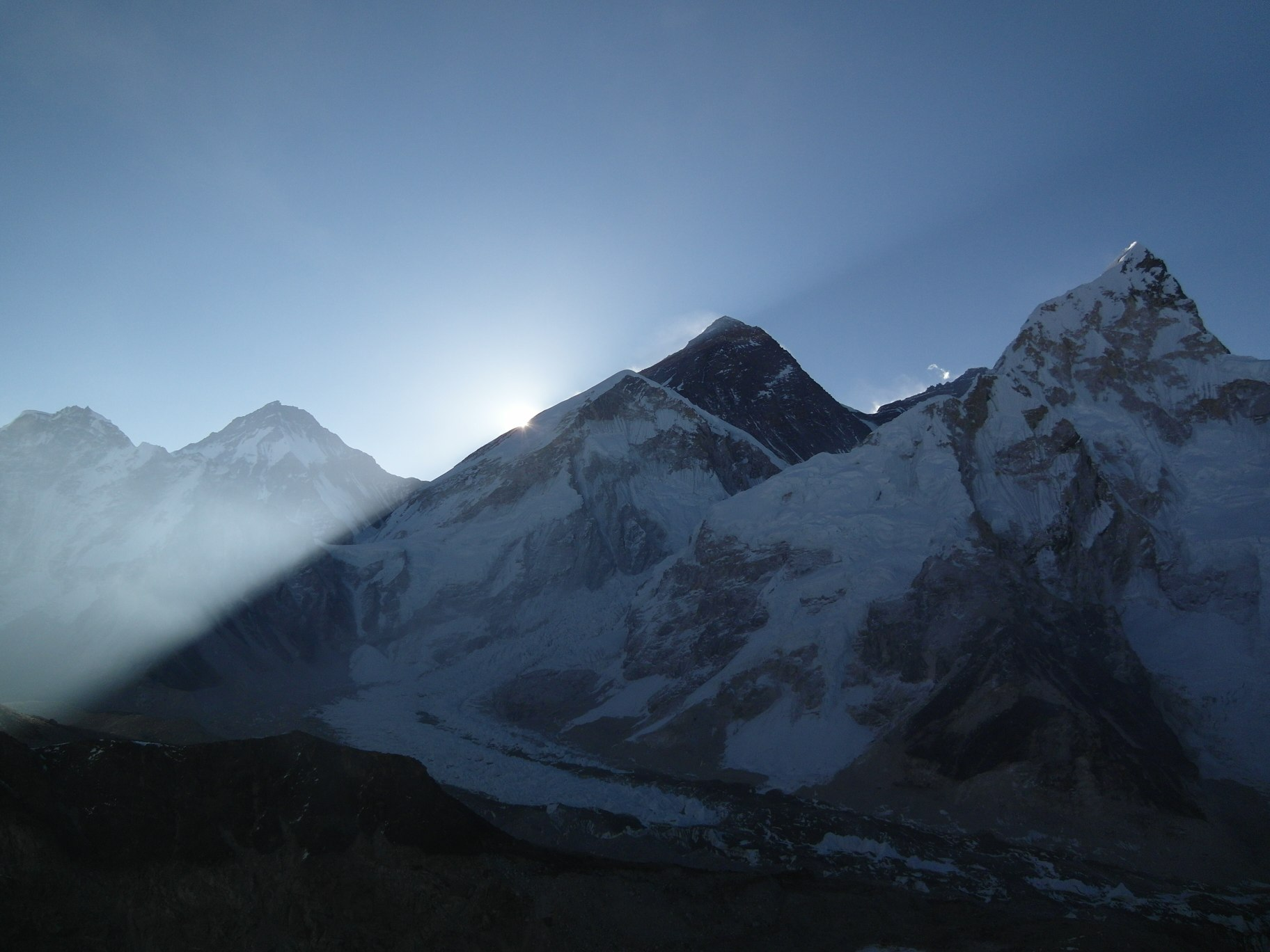
Amanecer en el Everest, 2011

Para el final de la temporada de ascenso 2010, hubo un total de 5104 ascensos a la cumbre por al menos 3142 personas, con un 77 % de dichos ascensos completados desde el año 2000. La cumbre fue alcanzada en 7 de 22 años (de 1953 a 1974), y de manera consecutiva entre 1975 y el 2014. En el 2007, se registró un total de 633 ascensos, entre 350 escaladores y 253 sherpas.
Un claro ejemplo del incremento en la popularidad del Everest está evidenciado por el número de ascensos diarios. Un análisis del desastre del Monte Everest de 1996, demuestra que parte de la tragedia fue originada por el cuello de botella ocasionado por el gran número de escaladores (de 33 a 36) intentando hacer cumbre el mismo día; esto se consideraba demasiado en aquel entonces. En comparación, el 23 de mayo del 2010, la cima del Everest fue alcanzada por 169 escaladores, más cumbres en un solo día que los acumulados en 31 años desde la primera cumbre exitosa de 1953 a 1983.
Se han registrado 219 fallecimientos en el monte Everest desde la Expedición Británica del Monte Everest de 1922, al final del año 2010, una tasa de 4,3 muertes por cada 100 cumbres (esta es una tasa general, e incluye fallecimientos entre escaladores de apoyo, aquellos que dieron marcha atrás antes de llegar a la cima, aquellos que fallecieron de camino a la cima, y los que murieron mientras descendían de la cima). De 219 fallecimientos, 58 (26,5 %) fueron escaladores que lograron hacer cumbre, pero no completaron sus descensos. A pesar de que la tasa de fallecimientos ha disminuido desde el año 2000 (1,4 fallecimientos por cada 100 cumbres, con un total de 3938 cumbres desde el 2000), el aumento significativo en el número total de escaladores aún registra 54 fallecimientos desde el 2000: 33 en la arista Noreste, 17 en la arista Sureste, 2 en la cara Suroeste, y 2 en la cara Norte.
Casi todos los intentos por hacer cumbre se realizan usando una de las dos rutas principales. El tránsito visto en cada ruta varía de un año a otro. Entre el 2005 y 2007, más de la mitad de los escaladores optaron por usar la ruta noreste, de mayor reto. En 2008, la ruta noreste fue cerrada durante toda la temporada por el gobierno de China, y los únicos que pudieron alcanzar la cima desde el norte ese año fueron los atletas responsables de portar la antorcha Olímpica para los Juegos Olímpicos de 2008. La ruta fue cerrada para los extranjeros una vez más el 2009 en el período previo al 50 aniversario del exilio del dalái lama. Estos cierres llevaron a la pérdida de interés en la ruta norte y, para el 2010, dos tercios de los escaladores alcanzaron la cumbre a través de la ruta sur.

### Temporada de ascenso 2012
| Fallecimientos en el 2012   | Fallecimientos en el 2012             |
| Fallecimientos              | País                                  |
| --------------------------- | ------------------------------------- |
| Ralf Dieter Arnold          | Bandera de Alemania                   |
| Juan José Polo Carbayo      | Bandera de España                     |
| Karsang Namgyal             | Bandera de Nepal                      |
| Ramesh Gulave               | Bandera de la India                   |
| Namgyal Tshering            | Bandera de Nepal                      |
| Dawa Tenzing                | Bandera de Nepal                      |
| Wen-Yi Ha                   | Bandera de la República Popular China |
| Dr. Eberhard Schaaf         | Bandera de Alemania                   |
| Shriya Shah-Klorfine        | Bandera de Canadá                     |
| Won-Bin Song                | Bandera de Corea del Sur              |
| Milan Sedlacek*             | Bandera de República Checa            |
| Temba Sherpa*               | Bandera de Nepal                      |
| *Fallecimiento en el Lhotse |                                       |

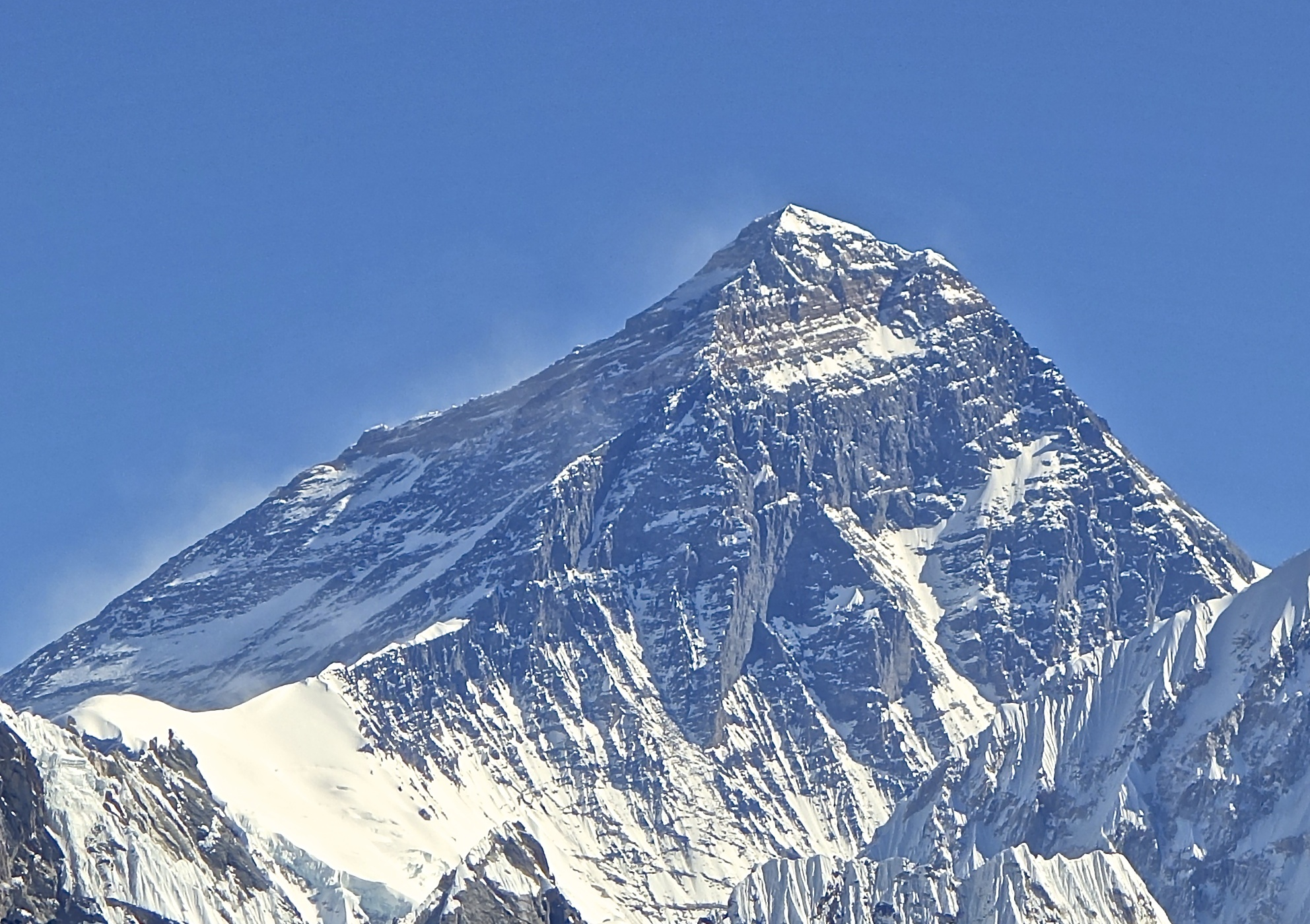
El Everest desde Gokyo Ri, 2012

En el 2012, la Universidad Estatal de Montana llevó a cabo una expedición al Everest. La Expedición Educativa al Everest estudió la geología del macizo del Everest que incluye al Everest-Nuptse-Lhotse-Khumbutse, y observaron el estado mineralógico e hicieron estudios sobre tensión y la datación de muestras. Fueron de interés los fósiles en la caliza que corona al monte Everest, la naturaleza e impacto del hielo en la región (como la cascada de hielo), y la estratigrafía en general (incluyendo la caliza, rocas metamórficas, pelitas y cuarzitas).
En 2012, la mujer de mayor edad en alcanzar la cima hasta ese momento fue Tamae Watanabe de 73 años. Rompió su récord anterior del 2002, cuando escaló la montaña a la edad de 63 años. La oficinista retirada vive en la base del monte Fuji, y escaló también otros picos, incluyendo el Denali, el Eiger, y el Lhotse. Escaló también con un grupo de cuatro personas, y ganó una competencia de mujeres de 72 años intentando obtener el mismo récord.
El fallecimiento de la escaladora canadiense Shriya Shah-Klorfine en el 2012, acaparó los encabezados y alimentó el debate sobre si los escaladores sin experiencia deberían escalar el monte Everest. A pesar de que logró llegar a la cima, no sobrevivió al descenso. En 1998, Francys Arsentiev falleció mientras descendía a pesar de los esfuerzos de su esposo y de un equipo de Uzbekistán que se quedaban sin oxígeno embotellado. En 1979, otra mujer llamada Hannelore Schmatz llegó exitosamente a la cima, pero al igual que las dos escaladoras anteriores, se agotó severamente y se le terminó el oxígeno a pesar de los esfuerzos de su equipo de escalada para salvarla. Ray Genet, quien formaba parte del mismo equipo, falleció también, pero dos sherpas lograron sobrevivir. En 1984 Yogendra Bahadur Thapa y Ang Dorje perdieron la vida tratando de recuperar su cadáver. Schmatz permanece congelada en la montaña, con los ojos abiertos y su cabello ondulando por el viento, para perturbación emocional de escaladores posteriores en las décadas de 1980 y 1990.
Entre 1922 y 2012 se registró que al menos 233 escaladores fallecieron escalando el monte Everest. Con cientos de escaladores en la ruta más popular durante los días pico, los fallecimientos se han vuelto casi una rutina, como muchos escaladores han aceptado sobre que algunos no van a lograrlo, y a pesar de quedarse con la cuestión moral de si deberían hacer algo más por aquellos que se encuentran en problemas.

## Estadísticas
- Hasta el fin de 2017, 4833 personas han escalado a la cima en un total de 8306 ascensiones, lo que significa que 3473 ascensiones han sido realizadas por personas que subieron en más de una ocasión, la mayoría de ellas sherpas. De ellas, 536 fueron logradas por mujeres. 288 personas (171 occidentales y 115 sherpas) han muerto en el intento, entre 1921 y 2017. Las condiciones de la montaña son tan difíciles que la gran mayoría de los cuerpos permanecen en la montaña. Muchos de ellos son visibles desde las vías de ascenso habituales.[164]

- El número total de intentos en los últimos 50 años supera los 10 000.[165]

- La mayoría de las expediciones utilizan máscaras de oxígeno y tanques[166] por encima de los 8000 m s. n. m. Esta zona se denomina la "zona de la muerte". El Everest puede ser escalado sin oxígeno suplementario, un reto logrado por 193 personas antes de mayo de 2016, pero ello aumenta el riesgo del escalador. Es difícil pensar con claridad sin oxígeno y la combinación de bajas temperaturas, condiciones atmosféricas difíciles y duras pendientes requiere, frecuentemente, tomar decisiones rápidas.[167]

- Los escaladores son una fuente importante de ingresos por turismo para Nepal. Varían entre montañeros experimentados hasta novatos que confían con los guías contratados que les llevarán hasta la cima. El gobierno de Nepal obliga el pago de un permiso de escalada que cuesta 11 000 dólares por persona.[168]

- Ascenso más rápido por la vía del collado Norte desde el campo III (ABC) hasta la cumbre sin oxígeno adicional: 16 horas y 42 minutos por el austriaco Christian Stangl en 2006. Ascenso más rápido por la vía del collado Sur sin oxígeno adicional: 22 horas y 30 minutos por el francés Marc Batard en 1988. El sherpa Pemba Dorjie logró el ascenso más rápido con uso de oxígeno adicional vía la ruta sur con un tiempo de 8 horas y 10 minutos en 2004.[169]

- El 11 de mayo de 2011, Apa Sherpa, escalador nepalí, alcanzó la cumbre del monte Everest por vigésima primera vez, batiendo su propio récord.[170] La hazaña fue igualada por Phurba Tashi Sherpa y Kami Rita Sherpa.[164]

- En 2013 Yuichiro Miura se convirtió en el hombre de mayor edad en llegar a la cima del Everest con 80 años.[171]

- Junko Tabei fue la primera mujer que alcanzó la cima del Everest el 16 de mayo de 1975.[172]

- Reinhold Messner logró el primer ascenso al Everest en solitario sin ayuda de oxígeno en 1980.[173]

- El día 18 de abril de 2014, un total de 13 sherpas fallecen y 3 más desaparecen, al desprenderse un enorme bloque de hielo en la zona conocida como la "cascada de hielo del Khumbu", entre los campamentos I y II, en el lado sur de la montaña, en Nepal.[174]

## La zona de la muerte
Aunque las condiciones de cualquier zona considerada como «zona de la muerte» pueden aplicarse al monte Everest (altitud mayor a 8000 m s. n. m.), la situación allí es incluso más difícil para los escaladores. Las temperaturas pueden descender a niveles muy bajos, lo que conlleva la congelación de cualquier parte del cuerpo expuesta mínimamente al frío. Con una temperatura tan baja, la nieve está totalmente congelada y es muy resbaladiza, aumentando el riesgo de deslizamientos y caídas. La velocidad del viento puede llegar a ser de 135 km/h, también un peligro potencial para los montañistas.
Otra amenaza para los montañistas es la baja presión atmosférica. La presión atmosférica en la cima del Everest es alrededor de un tercio de la presión a nivel del mar y, por tanto, la cantidad de oxígeno respirable es igualmente de un tercio respecto de la habitual a nivel del mar.
Los efectos desgastantes de la zona de la muerte son tan fuertes que a la mayoría de los escaladores les toma más de doce horas caminar una distancia de 1,72 kilómetros (1,07 millas) del collado Sur a la cumbre. Incluso lograr este nivel de rendimiento requiere de una prolongada aclimatación de altitud, que toma entre cuarenta y sesenta días para una expedición estándar. Una persona habituada al nivel del mar expuesta a condiciones atmosféricas a una altura por encima de los 8500 m (27 900 ft) sin aclimatarse perdería el conocimiento al cabo de dos o tres minutos.

## Oxígeno suplementario

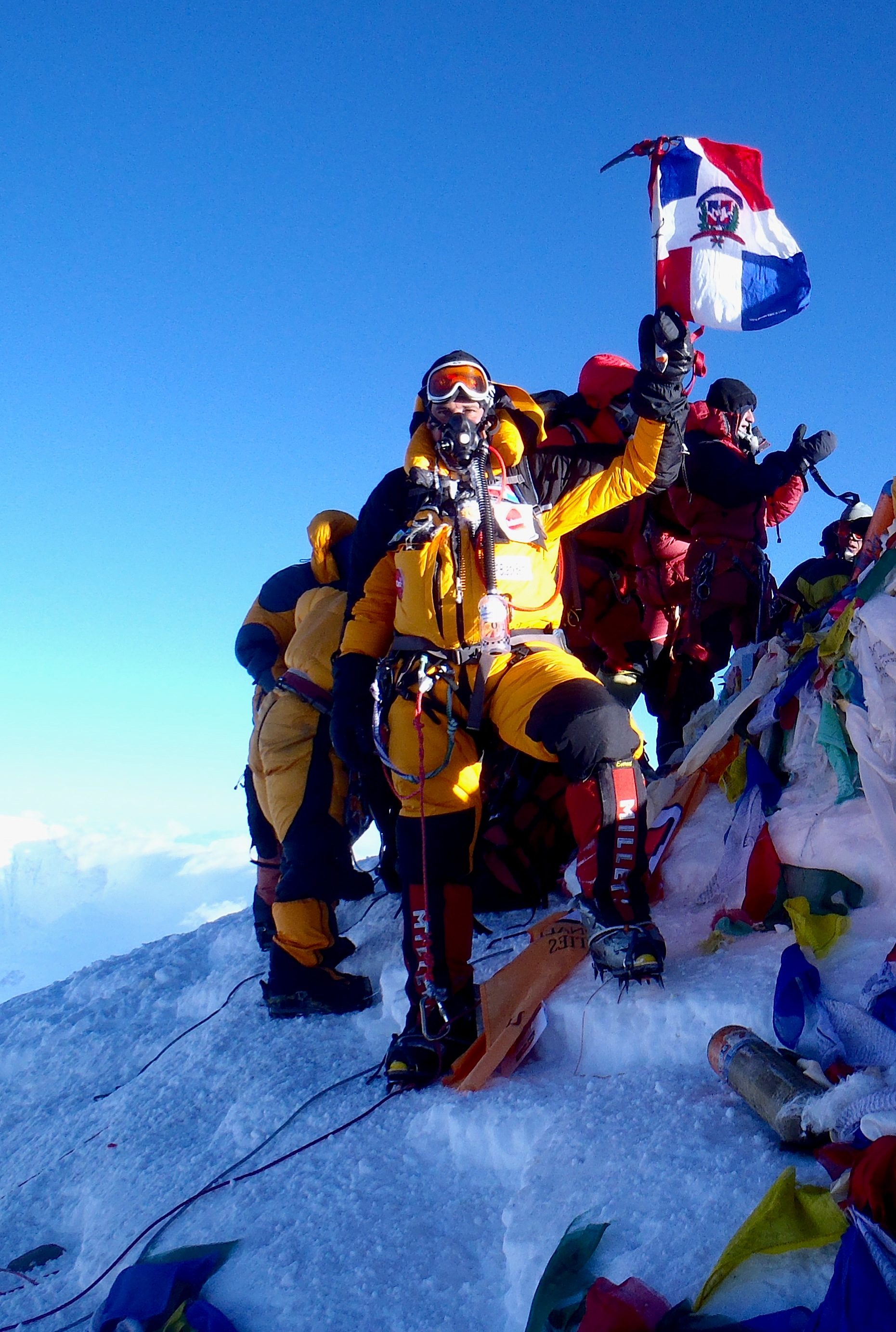
Escalador en la cima usando una máscara de oxígeno

La mayoría de las expediciones usan máscaras y botellas de oxígeno por encima de los 8000 m (26 000 ft). El Everest puede ser escalado sin ayuda de oxígeno suplementario, pero solo por montañistas experimentados y con un riesgo muy elevado. Los humanos no pueden pensar con claridad con poco oxígeno, y la combinación de clima extremo, bajas temperaturas y pendientes empinadas requieren a menudo de decisiones rápidas y precisas. Mientras que el 95 % de los escaladores que alcanzan la cumbre usan oxígeno embotellado para poder llegar a la cima, cerca del 5 % de los escaladores han hecho cumbre sin usar oxígeno suplementario. La tasa de mortalidad es del doble para aquellos que intentan alcanzar la cumbre sin la ayuda del oxígeno embotellado.
Viajar por encima de 8000 m de altura es un factor para la hipoxia cerebral. Esta disminución de oxígeno al cerebro puede causar demencia y daño cerebral, así como una serie de otros síntomas. Un estudio encontró que el monte Everest puede ser el punto más alto al que un humano aclimatado puede llegar, pero también arrojó que los escaladores pueden sufrir de daño neurológico permanente a pesar de regresar a altitudes más bajas.

Las células del cerebro son extremadamente sensibles ante la falta de oxígeno. Algunas células comienzan a morir en menos de 5 minutos después de que su fuente de oxígeno desaparece. Como resultado, la hipoxia cerebral puede causar rápidamente daño cerebral severo o la muerte.
Healthline Website

El uso de oxígeno embotellado para subir el monte Everest ha sido controvertido. Fue usado por primera vez en la Expedición Británica al Monte Everest de 1922 por el químico George Finch y el oficial británico Geoffrey Bruce, quienes escalaron por arriba de los 7800 m (25 600 ft) a una velocidad espectacular de 1000 pies verticales por hora (pv/h). Presas de una feroz tormenta, escaparon de la muerte respirando oxígeno en un refugio improvisado durante la noche. Al siguiente día escalaron a 8100 m (26 600 ft) a 900 pv/h, casi tres veces más rápido que un escalador sin oxígeno adicional. Ya que el uso de oxígeno era considerado tan antideportivo, nadie en el resto del mundo del alpinismo reconoció esta alta velocidad de ascenso.[cita requerida] El mismo George Mallory describió el uso de oxígeno como antideportivo, pero posteriormente concluyó que sería imposible llegar a la cima sin el oxígeno y consecuentemente lo utilizó en su intento final en 1924. Cuando Tenzing Norgay y Hillary hicieron su primera cumbre exitosa en 1953, ambos usaron oxígeno embotellado, con el fisiólogo de la expedición Griffith Pugh refiriéndose al debate del oxígeno como una «controversia inútil» y apuntando que el oxígeno «incrementa perceptiblemente la apreciación subjetiva del ambiente, que después de todo es una de las principales razones de escalar». Por los siguientes veinticinco años, el oxígeno embotellado fue considerado como un estándar en cualquier cumbre exitosa.

## Discusión acerca del uso de oxígeno
El uso de botellas de oxígeno para la ascensión ha sido siempre muy controvertido. El mismo George Mallory lo describía como antideportivo, pero concluyó que sería imposible llegar a la cima sin su uso y, por tanto, lo utilizó. Cuando Tenzing y Edmund Hillary consiguieron llegar a la cima, utilizaron botellas de oxígeno. Durante los siguientes veinticinco años la utilización de oxígeno fue considerada normal para cualquier intento de ascensión. Reinhold Messner y Peter Habeler fueron en 1978 los primeros escaladores en romper el ya tradicional uso de oxígeno. Ambos consiguieron la primera ascensión a la cima sin usarlo. Messner siempre ha negado algunas acusaciones de haber utilizado oxígeno, acusaciones que fueron acalladas cuando ascendió al Everest sin soporte ni ayuda y en solitario en 1980 por la ruta noroeste, técnicamente más difícil. En los años posteriores a las ascensiones de Messner, la discusión sobre el uso de oxígeno continuó.
El desastre del año 1996 intensificó el debate. El libro de Jon Krakauer Mal de altura (1997) expresaba sus críticas personales al uso de botellas de oxígeno. Krakauer escribió que el uso de oxígeno embotellado permitía intentar la ascensión a escaladores poco cualificados, lo que conllevaba situaciones difíciles e incluso más muertes. El desastre del 10 de mayo de 1996 fue en parte causado por el gran número de escaladores (treinta y tres en un día) que intentaban subir, lo que causaba atascos en el escalón de Hillary y retrasaba a los escaladores, por lo que muchos de ellos alcanzaron la cima después de las dos de la tarde, hora de regreso más tardía considerada habitualmente. Krakauer propuso la prohibición del oxígeno excepto para casos de emergencia, argumentando, igualmente, que ello evitaría la contaminación de la montaña —gran cantidad de botellas se acumulan en las laderas— y evitaría que intentaran la escalada los montañeros menos cualificados.

## El Everest y la religión

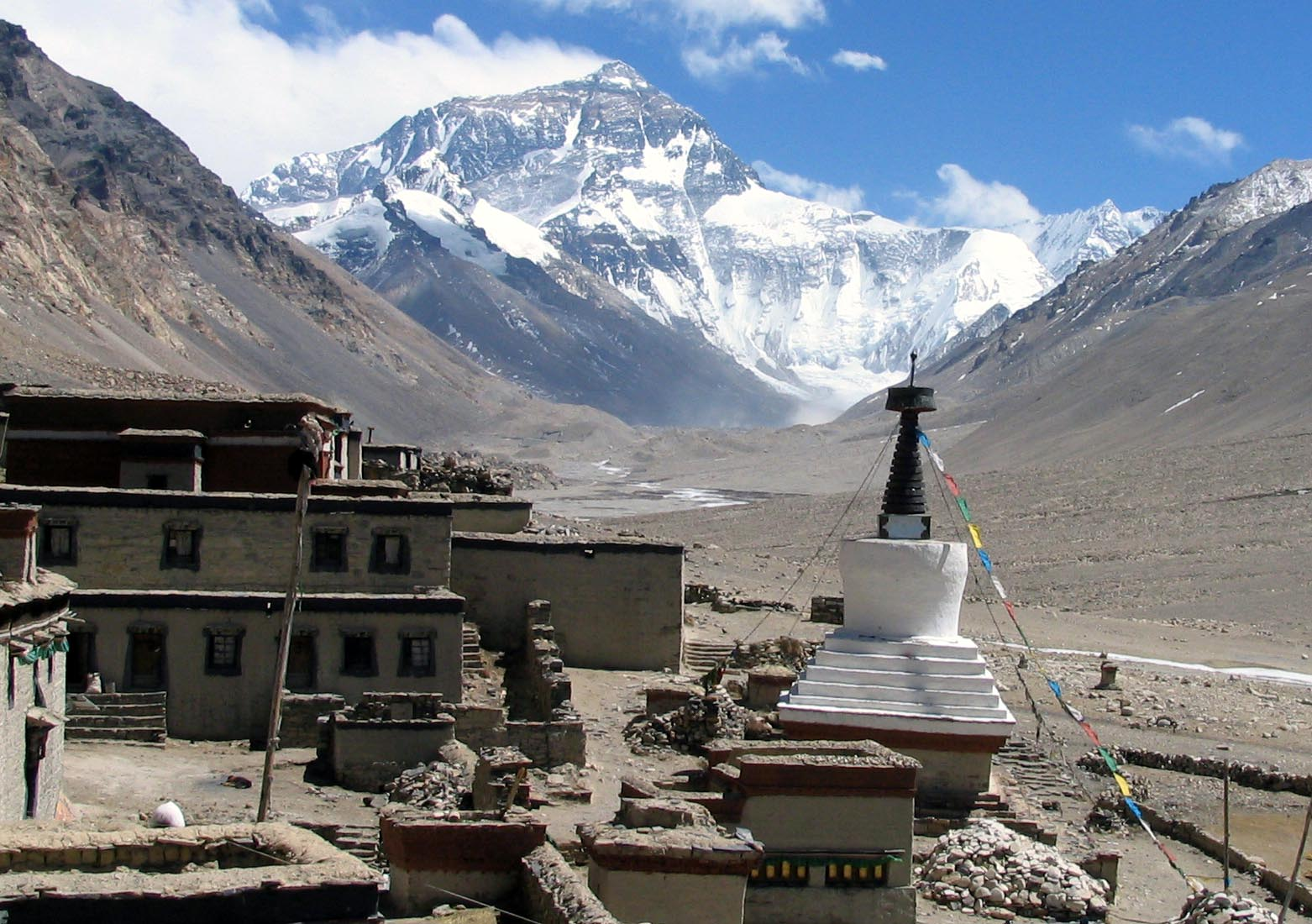
El Monasterio de Rongbuk, con el Monte Everest al fondo

La parte sur del monte Everest es considerada como uno de los «valles ocultos» de refugio designados por Padmasambhava, un santo Budista «Nacido del loto» del siglo IX.
Cerca de la base del lado norte del Everest se encuentra el monasterio de Rongbuk, que ha sido llamado el «umbral sagrado del monte Everest, con las vistas más impresionantes del mundo». Para los sherpas que viven en las laderas del Everest, en la región de Khumbu de Nepal, el monasterio de Rongbuk ha sido un importante sitio de peregrinaje, al cual se accede en pocos días de viaje cruzando el Himalaya a través del paso de Nangpa La.
Miyolangsangma, «Diosa Otorgadora Inagotable» budista tibetana, se cree que vivió en la cima del monte Everest. De acuerdo a los monjes sherpas budistas, el monte Everest es el palacio y jardín de Miyolongsangma, y todos los escaladores son huéspedes parcialmente bienvenidos, al haber llegado sin invitación.
Los sherpas también creen que el monte Everest y sus flancos están bendecidos con energía espiritual, y se debe mostrar reverencia al pasar a través de este paisaje sagrado. Aquí, los efectos kármicos de las acciones de uno se magnifican, y los pensamientos impuros son mejor evitados.

## Problemas medioambientales
La apertura de los Himalayas al turismo trajo consigo problemas medioambientales por la acumulación de desperdicios dejados por las expediciones, además de la tala de los bosques cercanos para obtener materiales y combustibles.

### Manejo de residuos
Los residuos abandonados en el Everest van desde botellas de oxígeno vacías, tiendas, cuerdas, latas o envoltorios de alimentos, a excrementos humanos y partes de cuerpos.
Tanto la comunidad de escaladores como las autoridades locales han manifestado su preocupación desde principios de la década de los ochenta. Desde 1990 se han propuesto múltiples iniciativas para controlar el problema, tales como expediciones dedicadas a la recolección de basura, incentivos económicos, multas y el establecimiento de una ONG encargada de la gestión de la basura. Estas medidas han permitido remover toneladas de desperdicios y mejorar las condiciones del lugar, que llegó a calificarse como «el basurero más alto de la Tierra».
Una de las últimas expediciones fue Everest Green, iniciativa franco-nepalesa ejecutada en abril y mayo de 2017, que además de la recolección se preocupó del destino final de los residuos, incinerando los restos orgánicos; plásticos y metales se reciclaron en India, mientras que pilas y baterías se reciclaron en Francia. Entre sus conclusiones, sin embargo, advierte de que las condiciones ha empeorado, lo que atribuye al aumento de expediciones de bajo costo.
Los excrementos humanos son uno de los desechos más peligrosos. No se descomponen de forma natural debido a las bajas temperaturas y a la escasez de oxígeno, por lo que se acumulan durante años y, debido a los deshielos, contaminan las aguas que usan las aldeas en las zonas más bajas. En respuesta a este problema, el Proyecto Biogás del Monte Everest tiene como objetivo crear un biorreactor para la conversión de material de composta, especialmente las heces, en gas y fertilizante. Se programó que el reactor estuviera operativo en la primavera del año 2019.

## Filmografía relacionada al Everest
- 1975, The Man Who Skied Down Everest [202]
- 1997, Into Thin Air: Death on Everest [203]
- 2006, Blindsight [204]
- 2009, 2012
- 2010, The Wildest Dream: Conquest of Everest [205]
- 2013, Beyond the Edge [206]
- 2012, High Ground
- 2015, Everest [207]
- 2017, L'ascension [208]